# Biała Podlaska

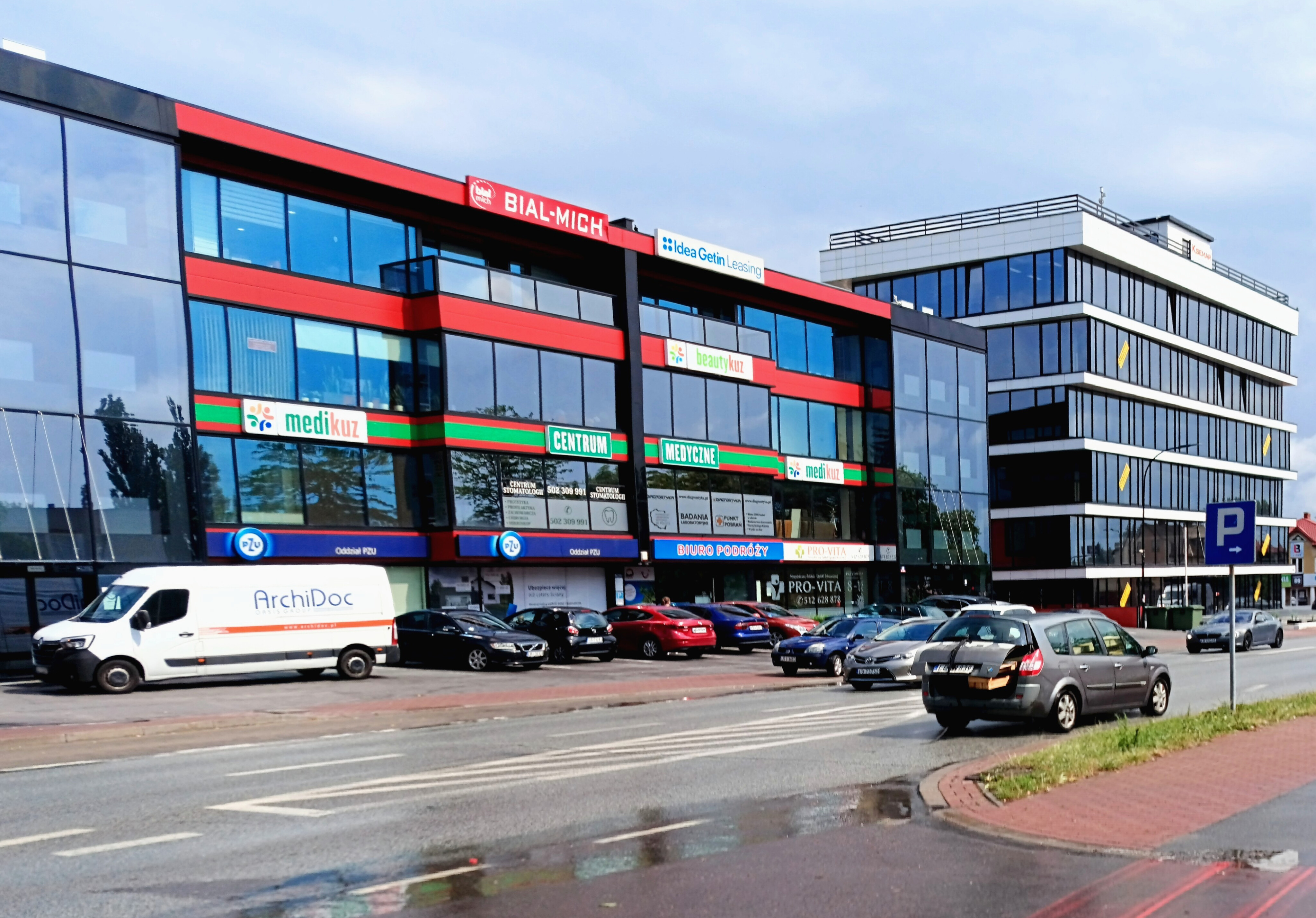
Biurowce przy Al. Tysiąclecia

Biała Podlaska – miasto na prawach powiatu we wschodniej Polsce, w województwie lubelskim, siedziba powiatu bialskiego i gminy Biała Podlaska. W latach 1975–1998 miasto wojewódzkie. Leży 36 km od przejścia granicznego z Republiką Białorusi. 
Biała Podlaska uzyskała lokację miejską przed 1498 rokiem. Miasto magnackie położone było w końcu XVIII wieku w hrabstwie bialskim w powiecie brzeskolitewskim województwa brzeskolitewskiego I Rzeczypospolitej. Miasto prywatne Królestwa Kongresowego, położone było w 1827 roku w powiecie bialskim, obwodzie bialskim województwa podlaskiego. Urodził się tu bł. Honorat Koźmiński, kapucyn, założyciel zgromadzeń honorackich.

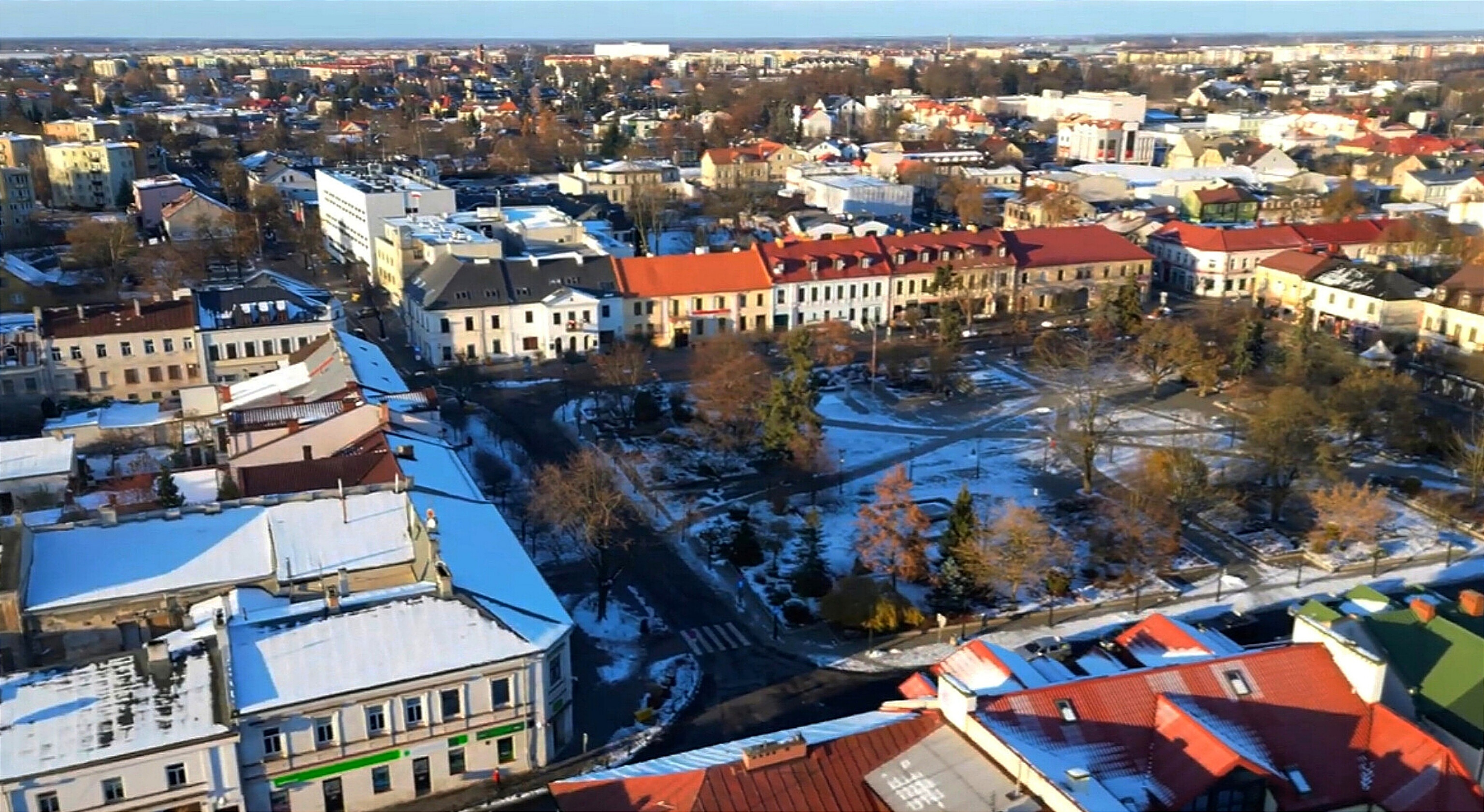
Panorama północnej części miasta

## Położenie

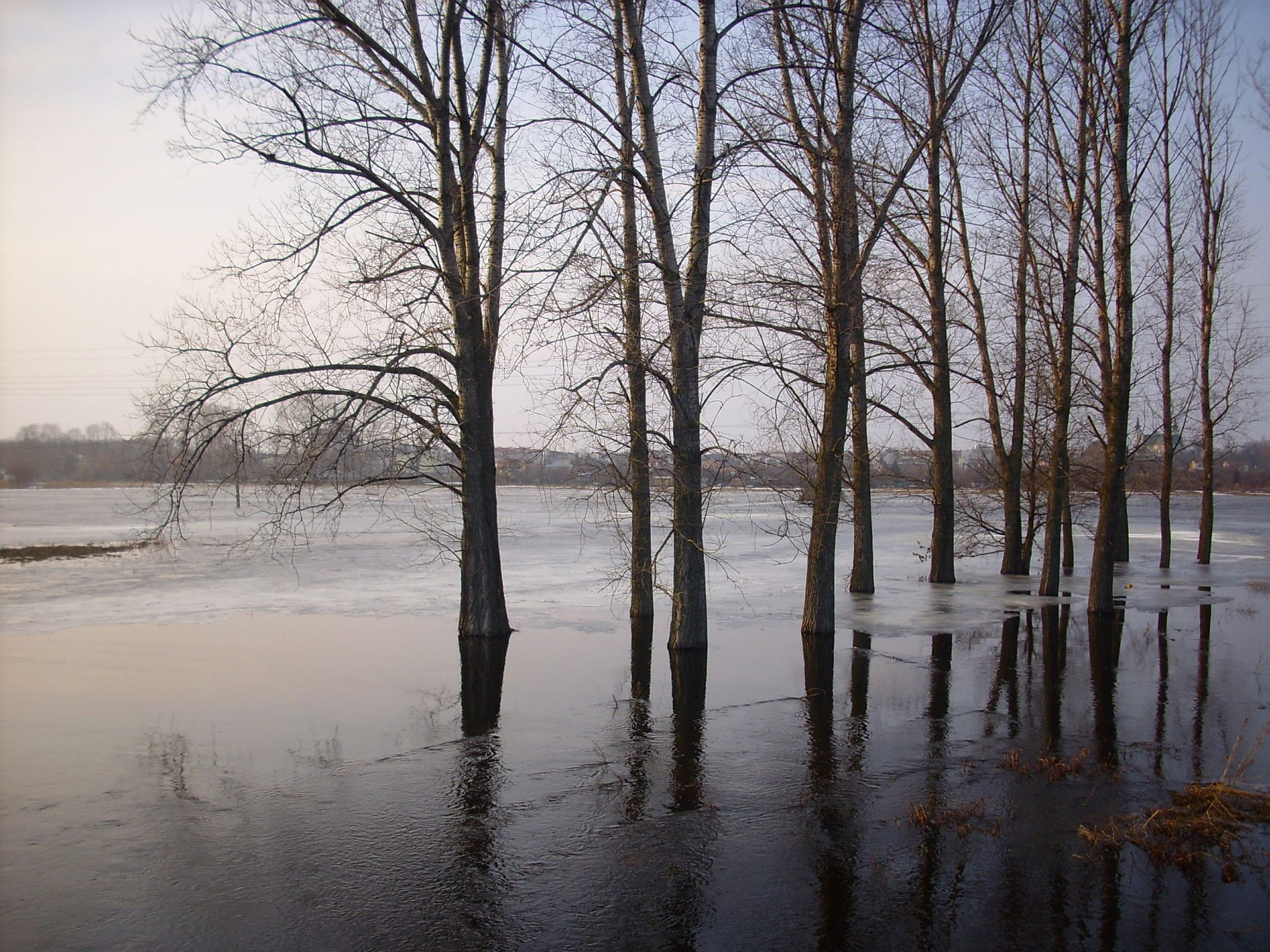
Szeroko rozlane wody Krzny w czasie wiosennych roztopów

W podziale fizycznogeograficznym Biała Podlaska znajduje się na pograniczu Niziny Południowopodlaskiej i Polesia Zachodniego. Granica tych makroregionów biegnie po lewej stronie Krzny, wzdłuż łagodnej krawędzi wysoczyzny Równiny Łukowskiej, gdzie lokowano ośrodek miejski. Południowe części miasta wraz z doliną Krzny leżą w Zaklęsłości Łomaskiej.
Według danych z 1 stycznia 2009 powierzchnia miasta wynosi 49,4 km² i jest największa spośród miast Podlasia Południowego.
Przez miasto przepływa kilka rzek, z których największą jest Krzna – lewy dopływ Bugu; pozostałe to Klukówka i Rudka.
Biała Podlaska leży na historycznym Polesiu, w dawnej ziemi brzeskiej, która w latach 1566–1795 stanowiła część województwa brzeskolitewskiego. W latach 1413–1514 miasto położone było województwie trockim. W XVI wieku Biała Podlaska została włączona do Podlasia, położona była w ziemi brzeskiej województwa podlaskiego.
W latach 1919–1939 należało administracyjnie do województwa lubelskiego. W latach 1946–1975 także do województwa lubelskiego. W latach 1975–1998 stolica województwa bialskopodlaskiego.

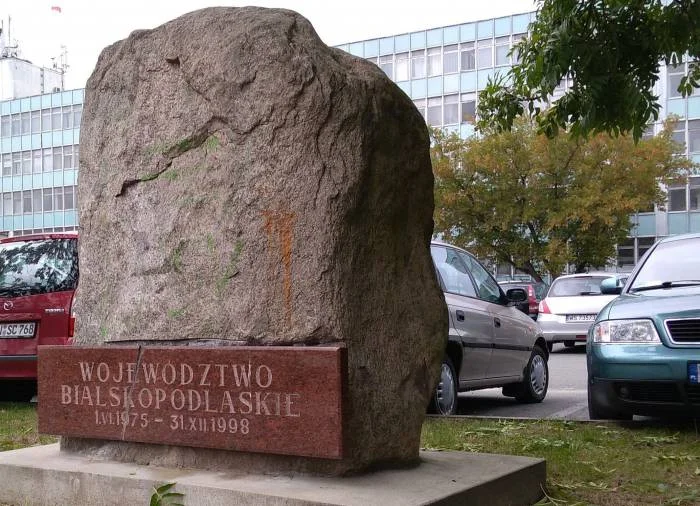
Pomnik dawnego województwa bialskopodlaskiego

## Nazwa miasta (toponimia)

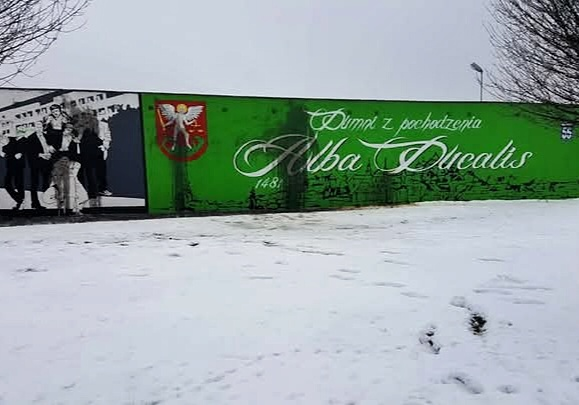
Mural z dawną nazwą miasta w języku łacińskim przy ul. Orzechowej

Dawniej miasto miało nazwę Biała Radziwiłłowska lub Biała Książęca (po łacinie Alba Ducalis). Na starorosyjskich mapach w Moskiewskim Muzeum figuruje pod nazwą Biały.

## Herb Białej Podlaskiej

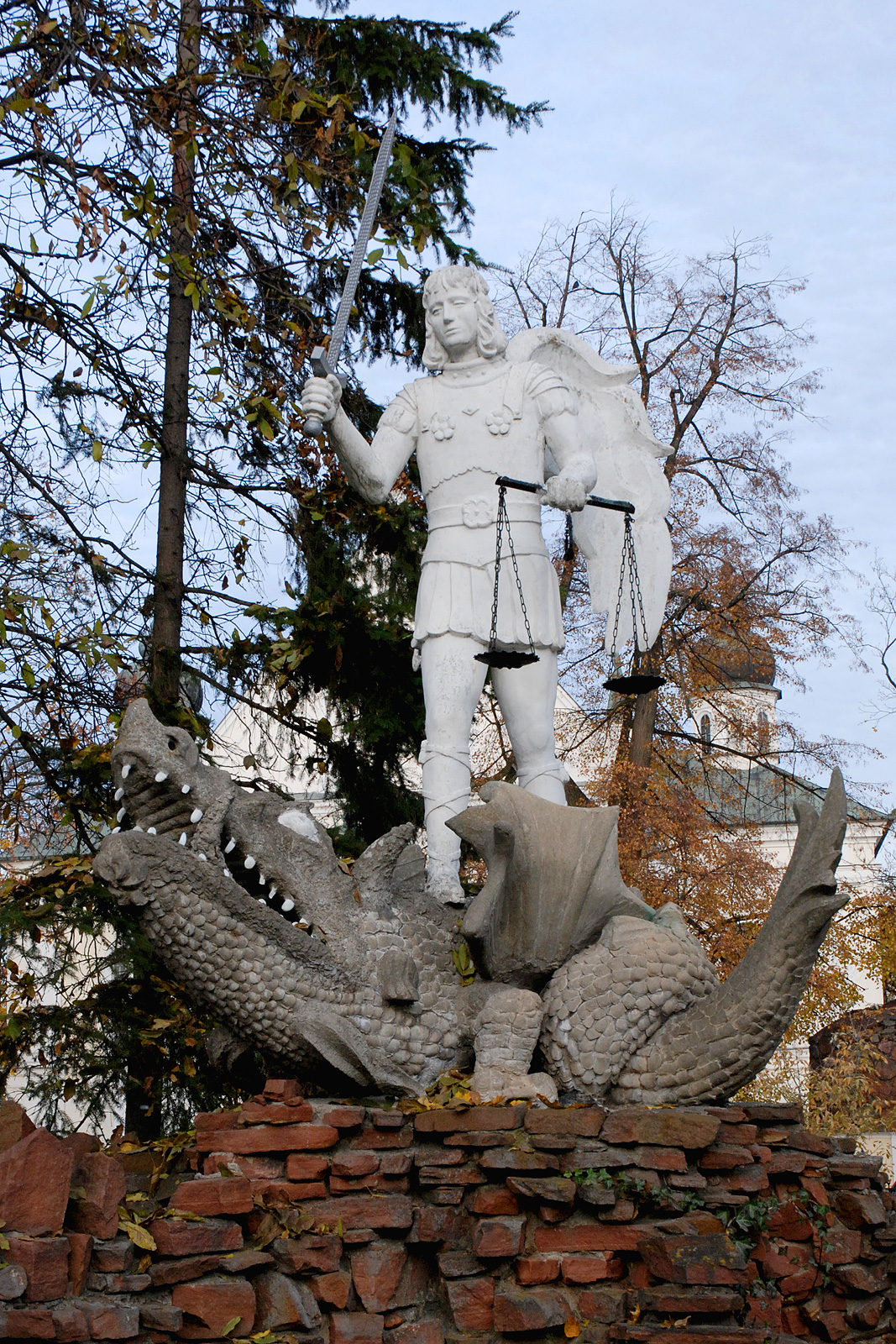
Pomnik Michała Archanioła na smoku – główny symbol miasta, herb Białej Podlaskiej

Herb miasta przedstawia postać Michała Archanioła, stojącego na smoku, trzymającego w prawej ręce miecz, natomiast w lewej wagę. Święty Michał Anioł jest w kolorze białym w aureoli i zbroi z żółtym mieczem i wagą.

## Środowisko naturalne

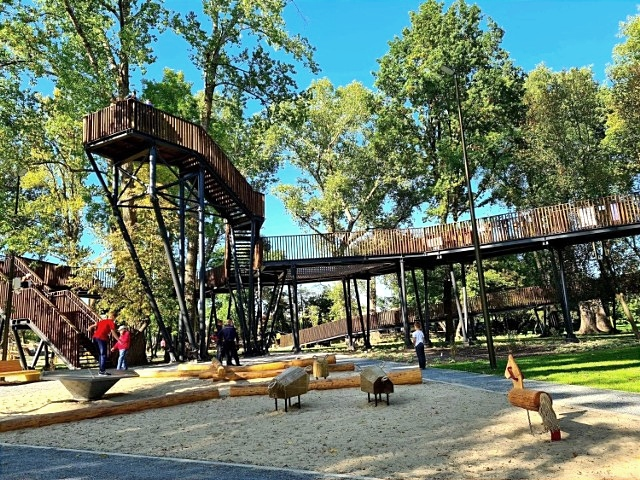
Park edukacyjny Małpi Gaj

### Przyroda
Głównym typem zieleni są tereny parkowe reprezentowane przez położony w centrum miasta i pełniący funkcję parku miejskiego Park Radziwiłłowski oraz leżący w południowej części miasta Park Zofii Las znajdujący się między ulicami Parkową a Sidorską, a także tereny leśne – Las Markowszczyzna. W pobliżu rzeki Krzny są kompleksy ogrodów działkowych.

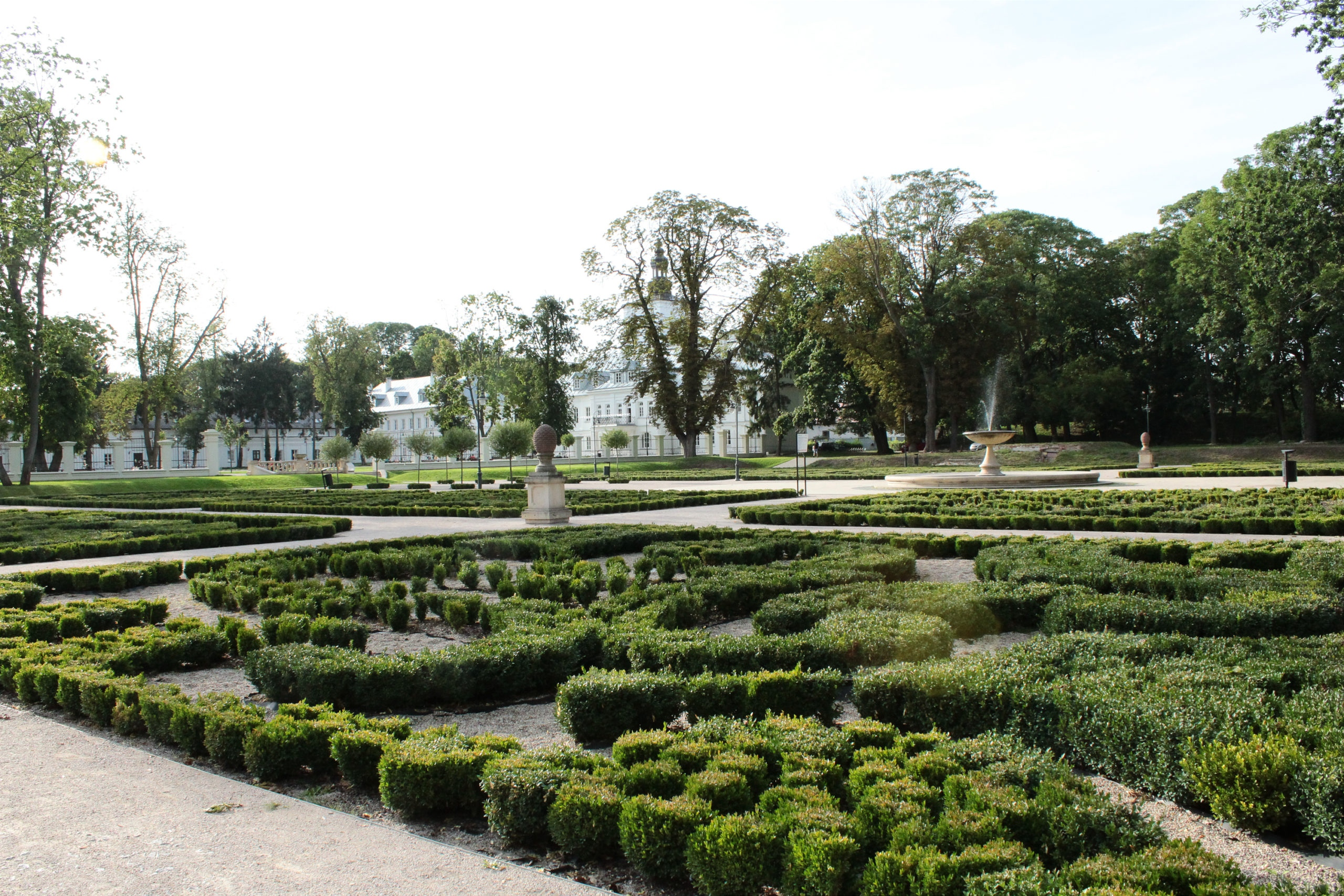
Park Radziwiłłów

### Klimat
Biała Podlaska znajduje się w obrębie klimatu umiarkowanego przejściowego. Średnia roczna temperatura wynosi około 7 °C, przy średniej stycznia –3,8 °C oraz lipca 19 °C. Klimat miasta i okolic charakteryzuje się najwyższą liczbą dni upalnych w Polsce.

## Demografia
Pod względem liczby ludności Biała Podlaska w województwie lubelskim zajmuje 4. miejsce (po Lublinie, Chełmie i Zamościu), a pod względem powierzchni – 3. miejsce.
Wykres liczby ludności miasta:
Największą populację Biała Podlaska odnotowała 30 czerwca 1999 – według danych GUS 58 463 mieszkańców.
Piramida wieku mieszkańców Białej Podlaskiej w 2014 roku.

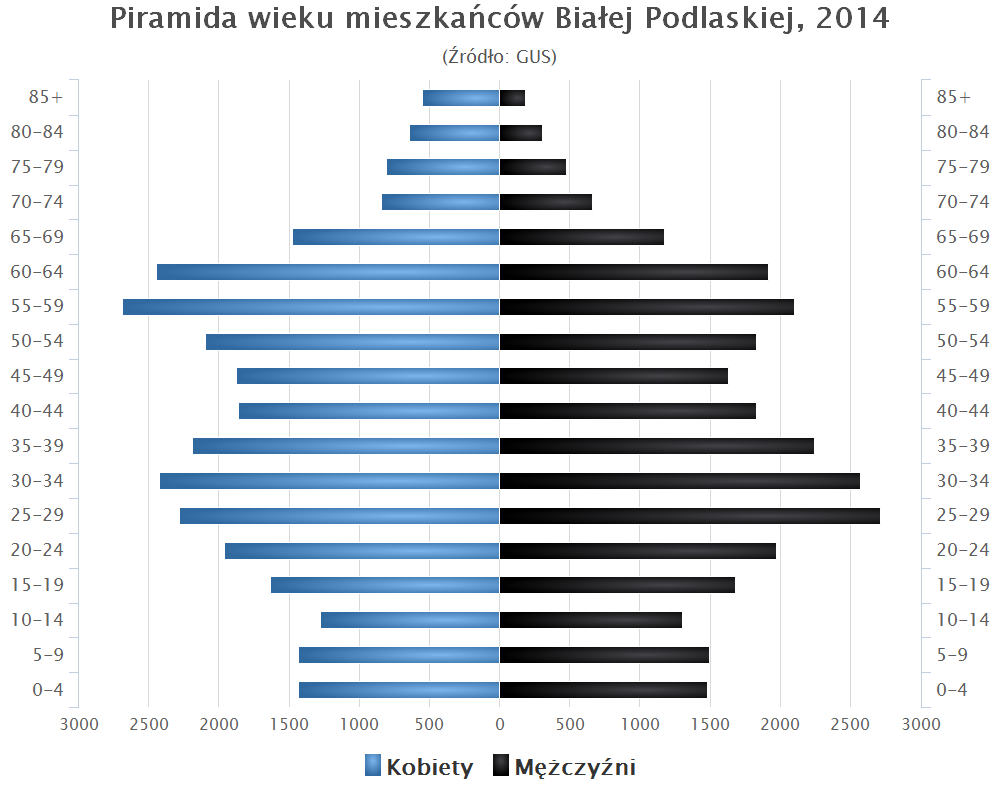

Według prognoz demograficznych do roku 2035 Biała Podlaska będzie mieć więcej mieszkańców niż Chełm, a do 2060 prześcignie również Zamość i stanie się drugim, po Lublinie, co do ilości mieszkańców miastem województwa lubelskiego.

## Historia

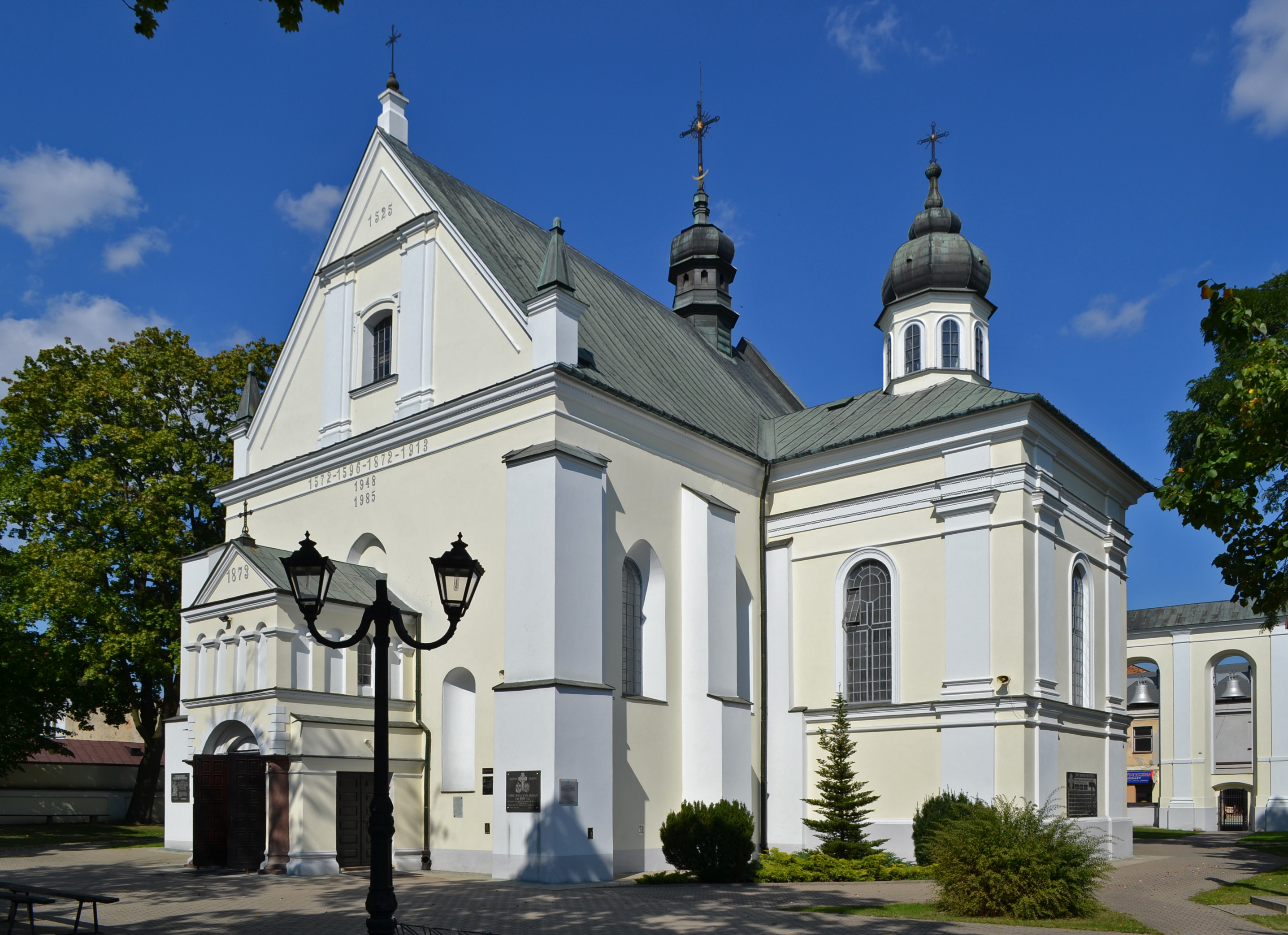
Zabytkowy kościół pw. św. Anny z 1572 roku

W dokumentach historycznych po raz pierwszy Biała Podlaska pojawiła się w 1345. Jej pierwszymi właścicielami byli Iliniczowie, za założyciela uchodzi Piotr Janowicz przydomek „Biały” – wojewoda trocki, hetman Wielkiego Księstwa Litewskiego. W tym okresie Biała znajdowała się w województwie brzeskim w Wielkim Księstwie Litewskim. W XVI w. przez blisko 40 lat wcześniejszy kościół został zamieniony przez braci polskich na dom zborowy.
W drugiej połowie XVI w. miasto przeszło we władanie rodu Radziwiłłów, miało to miejsce w 1569 na podstawie zapisu w księgach ziemskich. Okres ten, trwający dwa i pół wieku, przyniósł rozkwit i przyczynił się do szybkiego rozwoju miasta, przez długi czas zwanego Białą Książęcą lub Białą Radziwiłłowską. W 1622 Aleksander Ludwik Radziwiłł zbudował fortecę i zamek. Z fundacji Krzysztofa Ciborowicza Wilskiego założono w 1628 Akademię Bialską, która od 1633 istniała jako filia Akademii Krakowskiej (obecnie I Liceum Ogólnokształcące im. Józefa Ignacego Kraszewskiego).
W latach 1655–1660 miasto zostało znacznie zniszczone po najeździe na Rzeczpospolitą przez Szwedów, wojska Rakoczego i kozaków Chowańskiego. Jednak za sprawą Michała Radziwiłła i jego żony Katarzyny z Sobieskich szybko podniosło się z upadku. W 1670 Michał Kazimierz Radziwiłł nadał miastu prawo magdeburskie oraz herb – widnieje na nim chrzestny patron księcia, Michał Archanioł stojący na smoku.
W XVII w. miasto znane z produkcji sukna i fajansów, później także z przeróbki drewna.
W 1720 Anna z Sanguszków Radziwiłłowa rozpoczyna budowę wieży i bramy wjazdowej (obecnie są to najciekawsze resztki zamku). Miasto i zespół pałacowy w XVIII w. wielokrotnie niszczone (między innymi w czasie wspomnianych już wojen szwedzkich czy w okresie prześladowań Unitów Podlaskich pod koniec XIX w.) i odbudowywane. Ostatni spadkobierca Dominik Radziwiłł, pułkownik wojska polskiego, umarł we Francji 11 listopada 1813. Pałac jako ruinę rozebrano w 1883.
W Białej Podlaskiej w 1778 roku urodził się światowej sławy czarnoskóry wirtuoz skrzypiec George Bridgetower. Tutaj także uczęszczał do męskiego gimnazjum pisarz Józef Ignacy Kraszewski – gimnazjum zostało później nazwane jego imieniem.
Po III rozbiorze Polski w 1795 r. Biała Podlaska została przejściowo zajęta przez Austriaków, ale już w 1809 została wyzwolona i stała się częścią Księstwa Warszawskiego. Ostatecznie w 1815 roku, wskutek postanowień kongresu wiedeńskiego, Biała Podlaska znalazła się pod panowaniem Imperium Rosyjskiego (w Królestwie Kongresowym pod zaborem rosyjskim).
W tym czasie Biała Podlaska została stolicą powiatu, ośrodkiem administracyjnym i sądowym, co uchroniło miasto przed całkowitym upadkiem. W latach 20. XIX w. zbudowano, biegnący przez miasto bity trakt warszawsko- brzeski, a w 1867 r. zaś linię kolejową Terespol-Biała-Warszawa. Jednocześnie w 1867 roku Biała Podlaska stała się ostatecznie częścią guberni siedleckiej. W 1869 r. powstała Fabryka Przemysłu Drzewnego H. B. Raabego. Od 1874 r. działała Straż Pożarna. W okresie zaborów czynny był udział mieszkańców Białej Podlaskiej i okolic w polskich powstaniach narodowych przeciwko rosyjskiemu zaborcy, szczególnie w powstaniu styczniowym z lat 1863–1864, a także w rewolucji 1905 roku. 
W 1918 roku, po odzyskaniu niepodległości, Biała Podlaska stała się częścią Polski. Kolejny szybki rozwój miasta miał miejsce w okresie międzywojennym, powstała wówczas fabryka Raabego, elektrownia miejska, a w latach 1923–1939 istniała Podlaska Wytwórnia Samolotów (PWS). Produkowała ona samoloty wojskowe zarówno licencyjne (Potez XXV), jak i własnej konstrukcji (myśliwiec PWS-1, samolot szkolny PWS-26, szkolno-rozpoznawczy RWD-8). Majątek Podlaskiej Wytwórni Samolotów został rozgrabiony przez okupantów radzieckich po 17 września 1939.
W 1941 Niemcy utworzyli w mieście getto dla ludności żydowskiej. W czerwcu 1942 wywieziono stamtąd ponad 3 tys. Żydów do obozu zagłady w Sobiborze. Getto zlikwidowano 30 września 1942. W miejscowości zabito 3600 Żydów, większość z nich rozstrzelano na cmentarzu żydowskim. Deportowanych Żydów kierowano do obozu zagłady w Treblince, a ponad 200 osób zamordowano na miejscu w grudniu 1942.
W 1944 Biała Podlaska została zdobyta przez Armię Czerwoną i przez współdziałających z nią żołnierzy Armii Krajowej.
W 1975 Biała Podlaska została stolicą województwa, co przyczyniło się do dwukrotnego zwiększenia liczby jej mieszkańców w ciągu 20 lat. Po reformie administracyjnej w 1999 ma status miasta na prawach powiatu.

### Przynależność państwowa
Od uzyskania praw miejskich Biała Podlaska znajdowała się pod panowaniem następujących państw:
- 1525–1569 –  Wielkie Księstwo Litewskie (w unii personalnej z Koroną Królestwa Polskiego)
- 1569–1795 –  I Rzeczpospolita
- 1795–1804 –  Imperium Habsburgów
- 1804–1809 –  Cesarstwo Austrii
- 1809–1815 –  Księstwo Warszawskie (protektorat  Cesarstwa Francuskiego)
- 1815–1831 –  Imperium Rosyjskie ( Królestwo Polskie)
- 1831–1918 –  Imperium Rosyjskie ( Królestwo Polskie)
- 1918–1919 –  Republika Polska
- 1919–1939 –  Rzeczpospolita Polska
- 1939–1944 –  Rzesza Wielkoniemiecka, Generalne Gubernatorstwo (okupacja)
- 1944–1952 –  Rzeczpospolita Polska
- 1952–1989 –  Polska Rzeczpospolita Ludowa
- od 1989 –  Rzeczpospolita Polska

## Zabytki

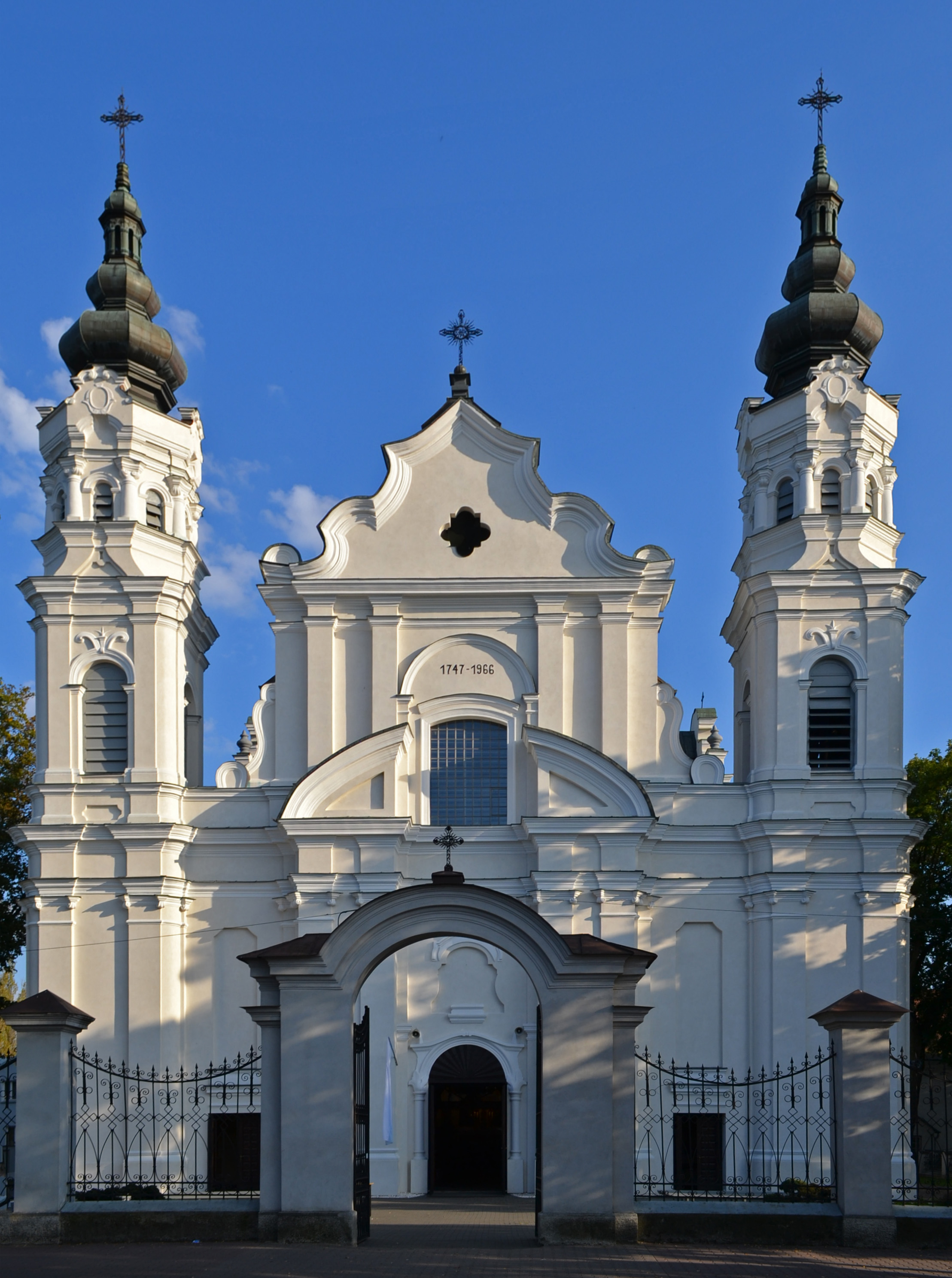
Kościół parafialny Narodzenia Najświętszej Maryi Panny (dawna cerkiew greckokatolicka OO. Bazylianów)

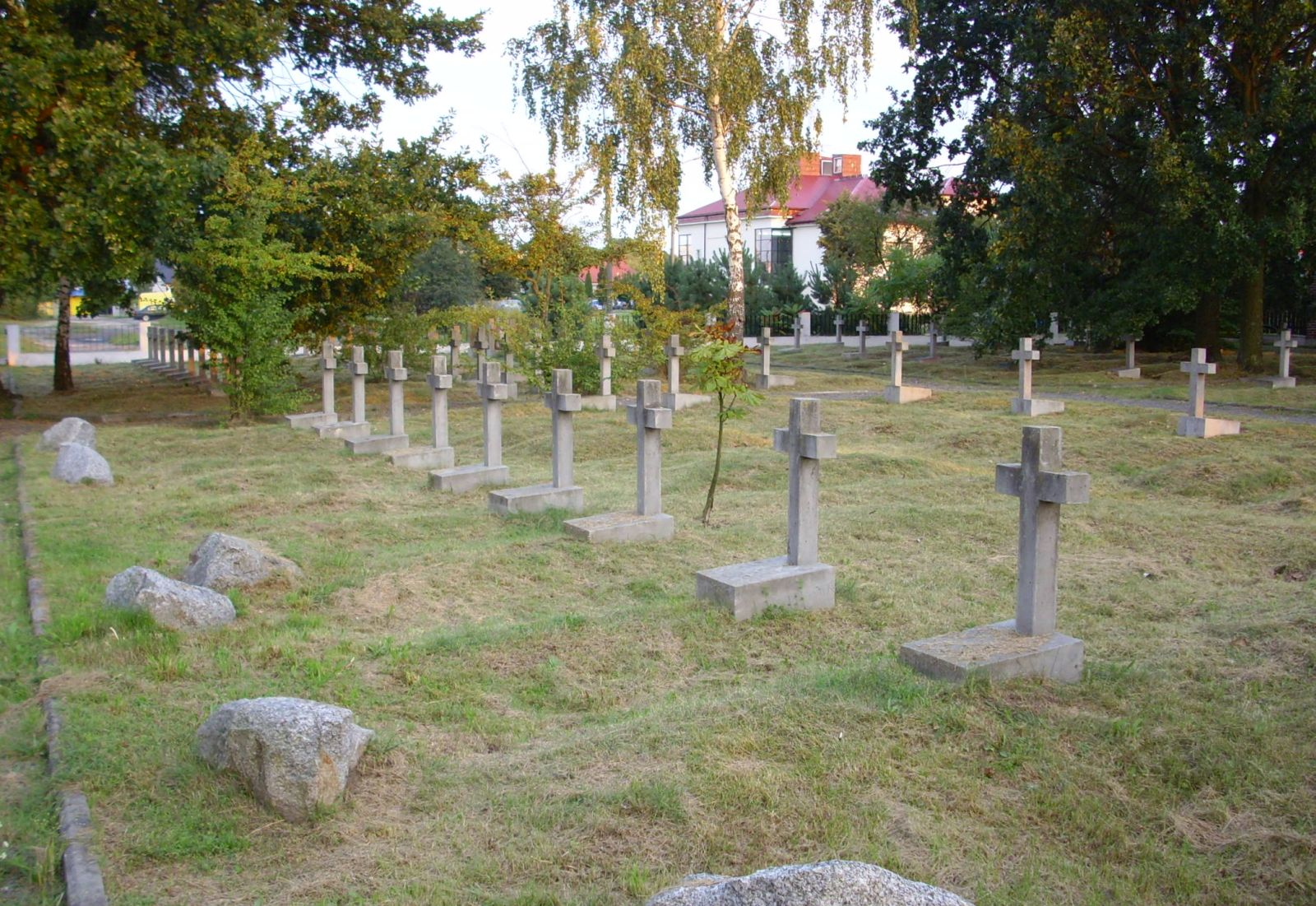
Cmentarz niemiecko-austriacki z czasów pierwszej wojny światowej

- zespół pałacowo-parkowy Radziwiłłów z XVII w.
- eklektyczne kamieniczki z końca XIX i początku XX w. przy Placu Wolności i innych uliczkach w centrum
- kościół pw. św. Anny z 1572, dawny zbór ariański
- późnobarokowy pobazyliański kościół pw. Narodzenia NMP z poł. XVIII w., dawne miejsce przechowywania relikwii św. Jozafata Kuncewicza
- Zakon Braci Mniejszych Kapucynów, dawny klasztor reformatów z II poł. XVII w.
- Akademia Bialska założona w 1628 jako filia Akademii Krakowskiej – obecnie budynek I LO im. J.I. Kraszewskiego
- pomnik Józefa Ignacego Kraszewskiego z 1928
- zbiory Muzeum Południowego Podlasia, w wieży bramnej zamku
- drewniane wille przy ul. Narutowicza, Kolejowej, Zielonej
- synagogi – wybudowane w XIX i XX w. (nieistniejące)
- cmentarz żydowski – założony w XVIII w.
- austeria z 1777, najstarszy dom zajezdny w mieście
- budynek dworca kolejowego z lat 20. XX w.
- budynek magistratu z 1835
- cmentarz niemiecko-austriacki z czasów pierwszej wojny światowej przy ul. Spacerowej
- pomnik 34 Pułku Piechoty przy ul. Warszawskiej
- cmentarz parafialny z kaplicą św. Rocha
- cmentarz prawosławny przy ul. Terebelskiej
- cmentarz jeńców włoskich
- cmentarz jeńców radzieckich

## Gospodarka

### Charakterystyka gospodarki
W okresie międzywojennym Biała Podlaska była słynna przede wszystkim z Podlaskiej Wytwórni Samolotów (PWS). Ponadto istniał zakład chemiczny znany na całą Polskę. Produkowano w nim mydła, pudry i pomady.
W końcu grudnia 2009 liczba zarejestrowanych bezrobotnych w Białej Podlaskiej obejmowała ok. 3,7 tys. mieszkańców, co stanowi stopę bezrobocia na poziomie 15,6% do aktywnych zawodowo.
Po wojnie powstały tu m.in. zakłady Techma-Robot, zajmujące się produkcją specjalistycznych maszyn i urządzeń dla różnych branż przemysłu w kraju i za granicą, które jednak zakończyły działalność w roku 2010.
Przemysł włókienniczy reprezentowały niegdyś zakłady Biawena, istniejące w latach 1967–2009.
Po transformacji ustrojowej rozwinęły się wcześniej nieobecne w mieście gałęzie przemysłu. Od 1996 działa z powodzeniem w Białej Podlaskiej firma AluTeam Polska zajmująca się produkcją towarowych nadwozi samochodowych; firma eksportuje swoje wyroby głównie na rynki UE. W mieście funkcjonuje też szyjąca odzież firma Bialcon. Zakład pracy chronionej Elremet działa w branży odzieży specjalnej (dla służb mundurowych) oraz produkuje opakowania z tworzyw sztucznych. Istnieje także kilka firm działających w branży budowlanej – do największych należy Budomex.
Organizowane są tu Nadbużańskie Targi Rolno-Przemysłowe i Targi Pogranicza Wschód-Zachód.
W 2005 został utworzona specjalna tzw. Bialska Strefa Aktywności Gospodarczej – wydzielona przemysłowo-handlowa dzielnica miasta.
W Białej Podlaskiej swoją siedzibę ma Bialskopodlaska Izba Gospodarcza (w skrócie BPIG). BPIG jest organizacją samorządu gospodarczego powstałą 8 sierpnia 1990 roku z inicjatywy podmiotów gospodarczych regionu.

### Gospodarka komunalna
Na terenie miasta działa ciepłownia PEC znajdująca się przy ul. Orzechowej.
W sierpniu 2021 r. w ramach projektu „Elektryczne Śmieci” zorganizowano zbiórkę elektroodpadów wykorzystującą pojemniki ustawionych w różnych częściach miasta. W grudniu 2023 centrum miasta zyskało nowe energooszczędne oświetlenie oparte na technologii LED.
Gospodarka komunalna jest określana na zasadach przetargowych.

### Hotele
- hotel Skala ☆☆☆
- hotel Capitol ☆☆☆
- hotel Osjann ☆☆☆
- hotel Terra Bella ☆☆☆
- hotel Dukat ☆☆

### Handel
W Białej Podlaskiej znajduje się kilka centrów handlowych:
- Park Handlowy Karuzela (największy w mieście, otwarty we wrześniu 2023)[25]
- C.H. Rywal (drugie co do wielkości centrum handlowe w mieście)
- C.H. Epi
- C.H. SAS
- C.H. Atrium
- C.H. Dropp
- Dom Handlowy Sawko
- C.H. Metro

## Transport
Miasto jest znaczącym węzłem komunikacyjnym, gdzie krzyżuje się jedna droga krajowa, dwie wojewódzkie oraz jedna linia kolejowa. Wybudowana autostrady A2, przebiegająca kilka kilometrów na północ od miasta, czeka na oddanie do użytku.
Zobacz też: Obwodnica Białej Podlaskiej.

### Komunikacja miejska

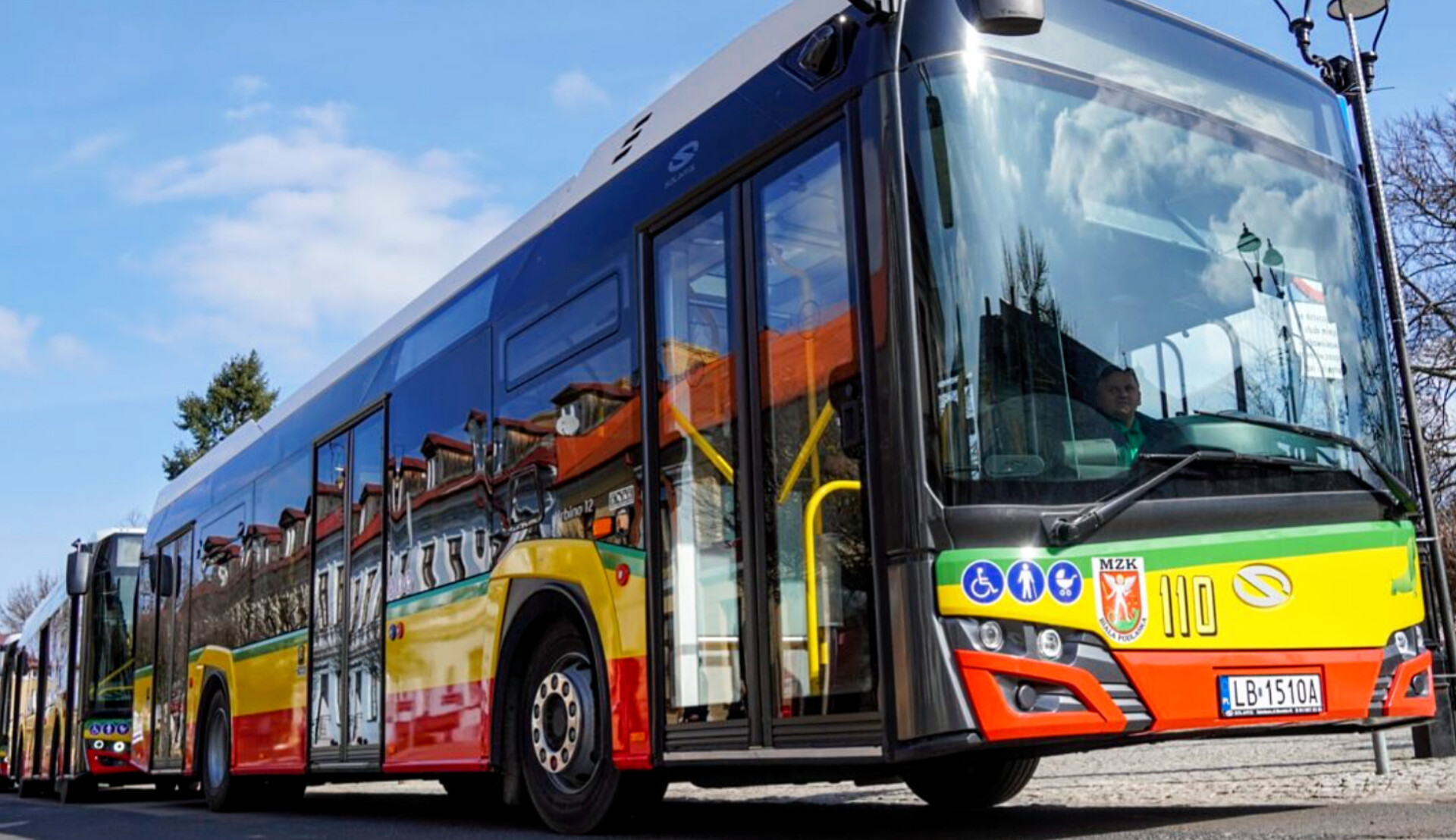
Autobus MZK Biała Podlaska

Biała Podlaska dysponuje własną komunikacją autobusową (od 1969). Organizatorem komunikacji – w okresie od 1 stycznia 2008 r. do 26 czerwca 2015 r. – był Zarząd Komunikacji Miejskiej. Autobusy Miejskiego Zakładu Komunikacyjnego obsługują 13 linii stałych (A, B, C, D, E, F, G, H, I, K, L, M i T – weekendowa). Na podstawie porozumienia międzygminnego autobusy MZK wykonują kursy wariantowe poza granice administracyjne miasta.

### Przewozy dalekobieżne
Dworzec autobusowy znajduje się w centrum, na Pl. Wojska Polskiego (obecnie w gestii przez prywatnej firmy Garden Service). Po upadku PKS Biała Podlaska w 2011 r. połączenia przejęły lokalne i ościenne firmy przewozowe. Duże znaczenie mają również prywatne mikrobusy, zapewniające szybkie połączenia z Warszawą, Lublinem, Terespolem, Parczewem, Białymstokiem, Konstantynowem i Janowem Podlaskim.

### Transport drogowy

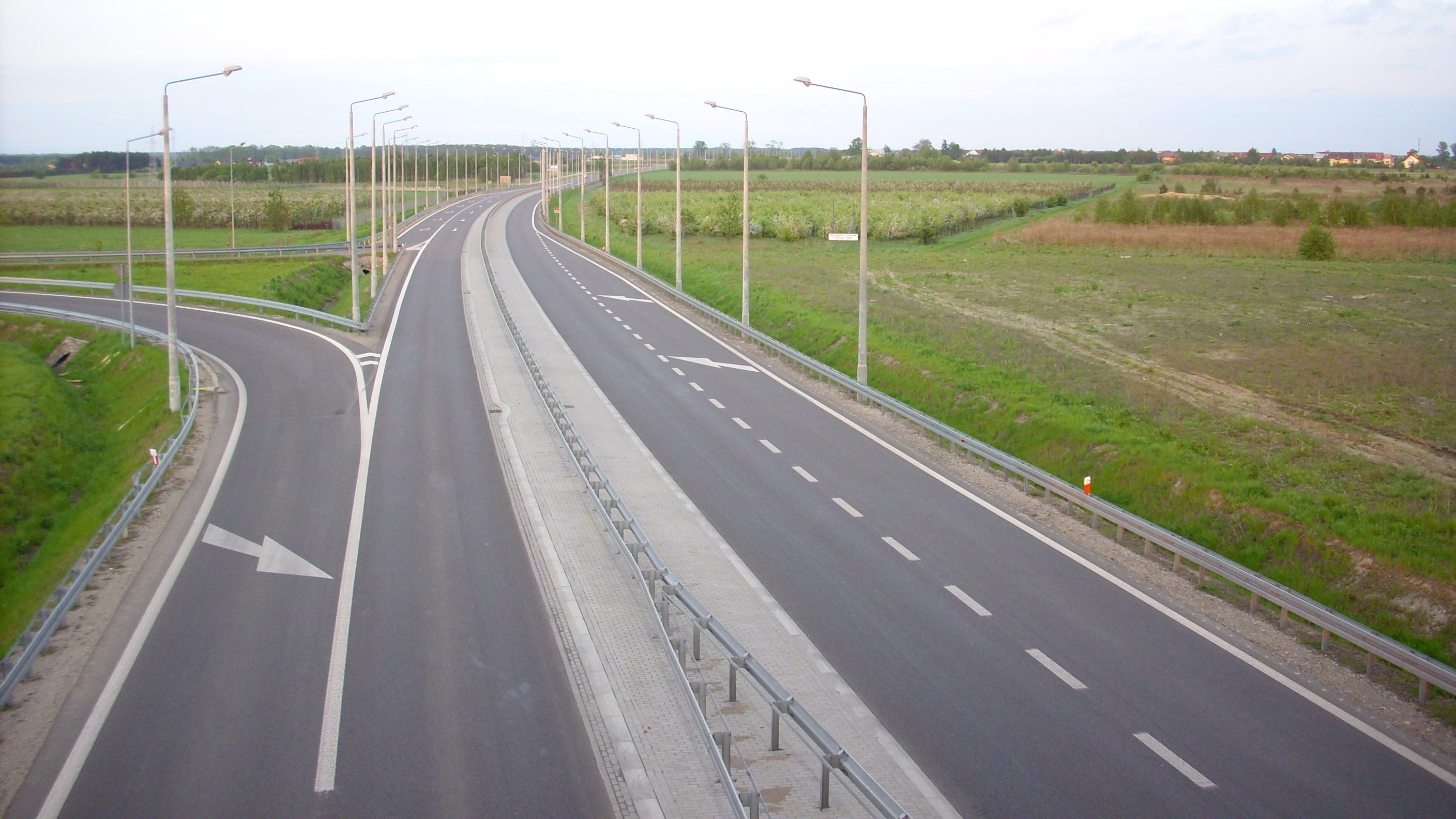
Droga Krajowa nr 2 stanowiąca północną obwodnicę miasta. Widok w kierunku wschodnim z wiaduktu w ciągu drogi nr 811/812

Lista dróg przechodzących przez miasto:
- 2E30  (obwodnica) Terespol – Biała Podlaska – Warszawa – Poznań – Świecko
- 812 Biała Podlaska – Wisznice – Chełm – Krasnystaw
- 811 Biała Podlaska – Konstantynów – Sarnaki.

20 grudnia 2024 został oddany do użytku piąty w granicach miasta most drogowy przez Krznę.

### Transport kolejowy
Linie kolejowe:

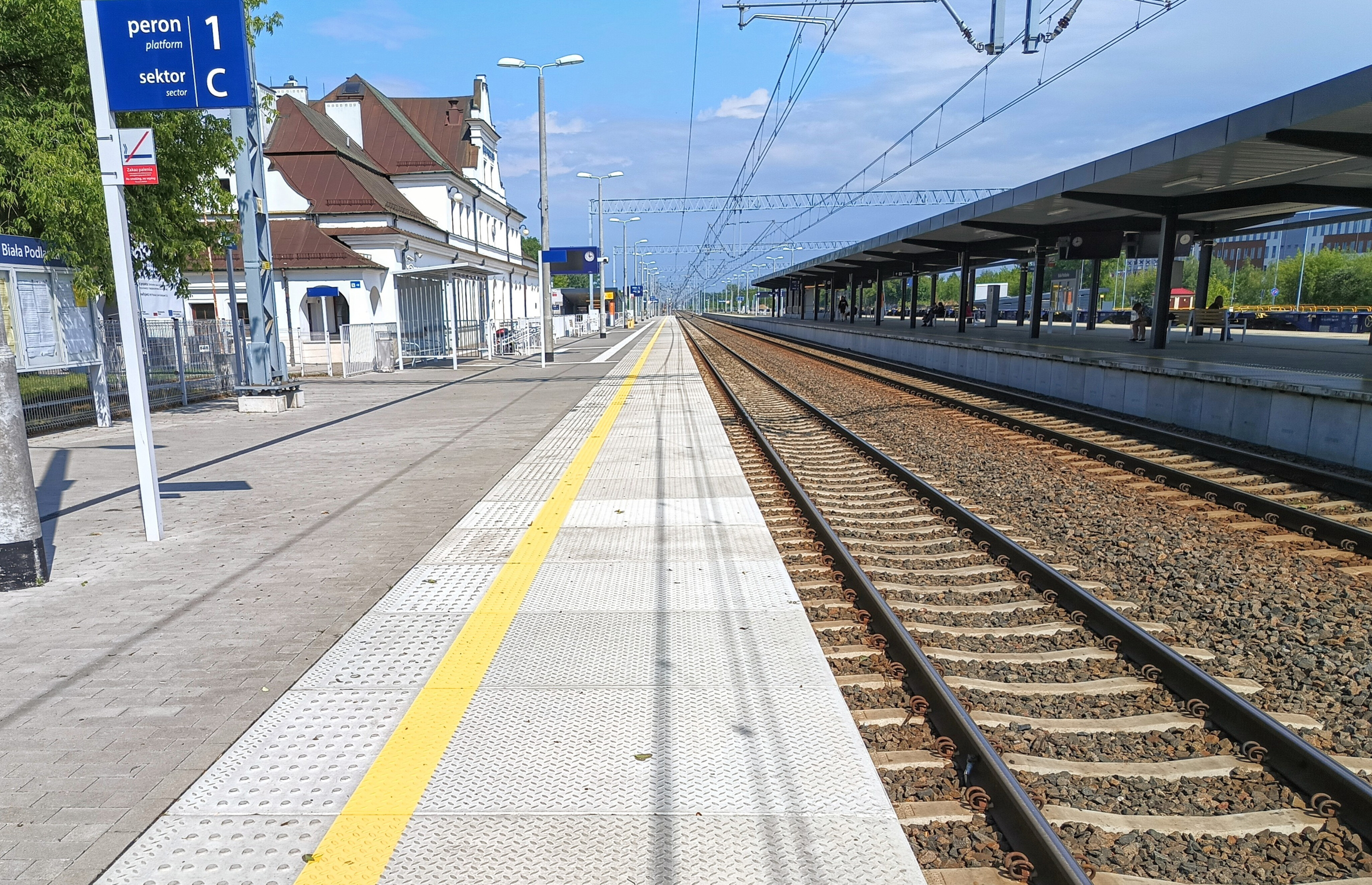
Dworzec kolejowy w Białej Podlaskiej (przed remontem)

- 2 stanowiąca fragment magistrali kolejowej E20, Biała Podlaska

Na terenie miasta znajduje się dworzec kolejowy Biała Podlaska oraz przystanek osobowy Biała Podlaska Wschodnia.
Około 30 km za miastem w Małaszewiczach znajduje się jeden z największych w Polsce i Europie tzw. „suchy” port przeładunkowy PKP o znaczeniu międzynarodowym. Realizuje się tutaj przeładunek towarów z taboru szerokotorowego (1520 mm) na tabor normalnotorowy (1435 mm). W skład portu wchodzą terminale: Raniewo, Podsędków, Wólka, Kowalewo, Zaborze, stacja rozrządowa Małaszewicze Południowe, stacja manewrowa Bór, stacja towarowa Kobylany, ponadto WOC, Gaspol i Naftobaza. W pobliżu znajdują się przystanki osobowe: Dobrynka, Małaszewicze i Kobylany oraz stacja Chotyłów.
Do 1972 r. istniała wąskotorowa Bialska Kolej Dojazdowa zbudowana w 1917 r.: Biała Podlaska – Biała Podlaska Wąskotorowa – Biała Podlaska Miasto – Roskosz – Konstantynów / Rokitno – Cieleśnica / Janów Podlaski.

### Transport lotniczy
W mieście znajdowało się lotnisko, niegdyś używane do celów wojskowych. Po przejęciu obiektu przez miasto były różne plany na jego zagospodarowanie. Od dnia 9 maja 2011 r. do 10 stycznia 2020 r. Biała Airport figurowało w ewidencji Urzędu Lotnictwa Cywilnego jako lądowisko z drogą startową o nawierzchni sztucznej przystosowane do startów i lądowań statków powietrznych o dopuszczalnej masie startowej MTOW do 6818 kg. Po likwidacji lotniska teren zajmowany jest przez jednostkę wojskową.
Od roku 2013 przy szpitalu w rejonie ulic Terebelskiej i Okopowej funkcjonuje sanitarne śmigłowcowe lądowisko Biała Podlaska-Szpital.

### Transport wodny
Przepływające przez miasto rzeki nie mają znaczenia komunikacyjnego.

## Kultura

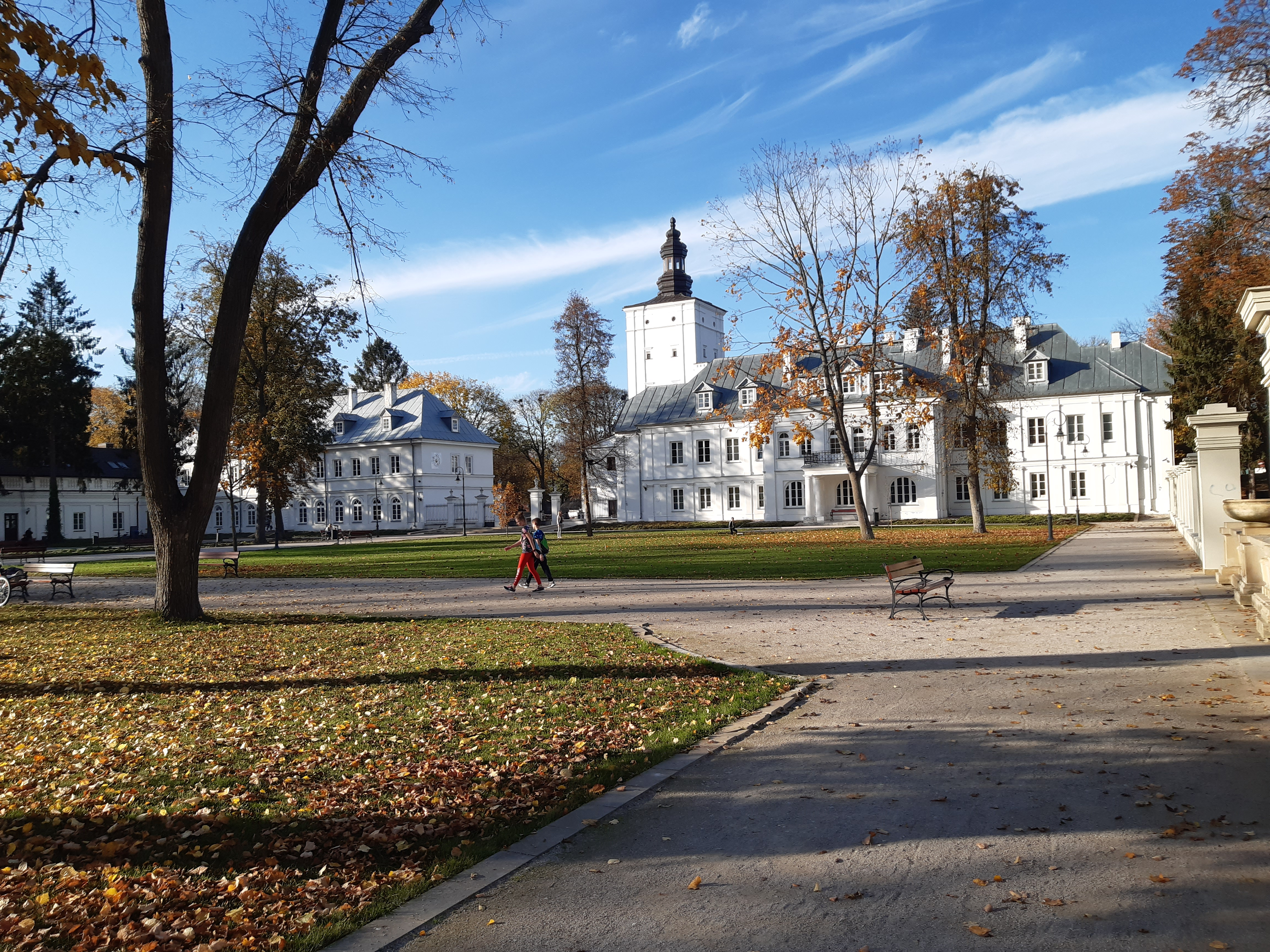
Pałac Radziwiłłów, obecnie w wieży znajduje się Muzeum Południowego Podlasia, a w oficynach biblioteka publiczna oraz szkoła muzyczna

### Galerie
- Galeria Podlaska – Bialskie Centrum Kultury
- Bialska Galeria Fotografii
- Galeria autorska Janusza Maksymiuka

### Muzea
- Muzeum Południowego Podlasia
  - Oddział Martyrologiczno-Historyczny
- Sala Tradycji Lotniczych Południowego Podlasia – ul. Sidorska 23[32]

### Kina
- Novekino Merkury – 1 sala; 282 miejsca, kino cyfrowe 3D.
- Multikino – 4-salowy multipleks w C.H. Rywal, 599 miejsc; kino cyfrowe 3D, oferujące rozdzielczość 4K[33]

### Teatr
Spektakle oraz występy kabaretów prezentowane są m.in. w auli głównej Akademii Bialskiej im. Jana Pawła II.

### Ośrodki Kultury

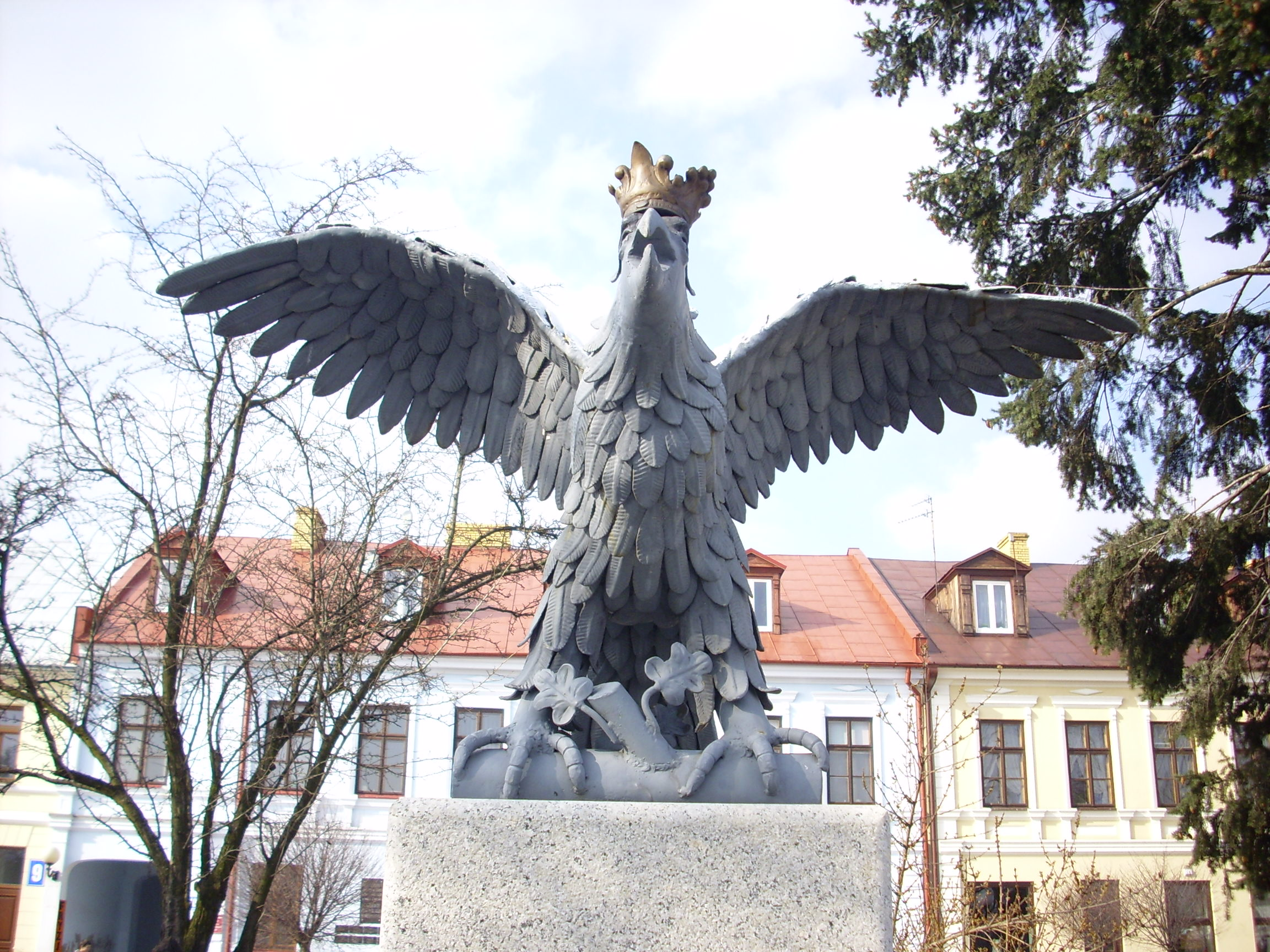
Pomnik orła na rynku

- Bialskie Centrum Kultury
- Klub Kultury Scena
- Klub Kultury Piast
- Osiedlowy Klub Kultury Eureka
- Centrum Kultury Prawosławnej

### Biblioteki
W Białej Podlaskiej działa Miejska Biblioteka Publiczna o następującej strukturze:
- Biblioteka Główna
- Biblioteka Barwna
- Multicentrum
- Filia Nr 1
- Filia Nr 3
- Filia Nr 6

W mieście działają również:
- Biblioteka Pedagogiczna w Białej Podlaskiej
- Główna Biblioteka Lekarska, oddział w Białej Podlaskiej

### Chóry
- Chór dziecięco-młodzieżowy Parafii bł. Honorata Koźmińskiego Cantores Honorati w Białej Podlaskiej (dyrygent Dominika Szeniawska)
- Chór Parafii Chrystusa Miłosiernego Schola Cantorum Misericordis Christi (dyrygent Piotr Karwowski)
- Chór IV LO im. Stanisława Staszica
- Chór Dziecięco-Młodzieżowy Parafii Prawosławnej św. Cyryla i Metodego w Białej Podlaskiej

### Sztuka ludowa
W mieście działa wiele zespołów ludowych, kultywujących kulturę Podlasia. Należą do nich zespół chóralny, zespół taneczny i kapela ludowa. Biała Podlaska jest także znanym od XVII w. ośrodkiem garncarskim. Współcześnie pracujący Kazimierz i Ludwik Rogowscy słyną z wyrobu ceramiki siwej tzw. siwaków. W mieście podziwiać można również prace rzeźbiarza Tadeusza Niewiadomskiego. Działa też Fundacja „Kreacja – Magia Rąk” zajmująca się promocją rękodzieła w regionie.

### Imprezy cykliczne
- Dni Białej Podlaskiej
- Pożegnanie Wakacji
- Podlasie Jazz Festival
- Biała Blues Festival
- Art of Fun Festival
- Bialskie Dni Fantastyki
- Jarmark Michałowy
- Festiwal im. Bogusława Kaczyńskiego (od roku 2019)[35][36]

## Media

### Telewizja
- Telewizja Wschód – kanał dostępny w ramach telewizji kablowej Vectra
- PulsMiasta.tv – lokalna telewizja internetowa
- Interwizja – telewizja internetowa
- TVP3 Lublin – regionalny kanał Telewizji Polskiej z Lublina, dostępny w ramach telewizji kablowej Vectra oraz cyfrowej telewizji naziemnej
- Biper TV – kanał na YouTube powiązany z radiobiper.info – największa ilość filmów z regionu

### Radio
- Radio ESKA2 Biała Podlaska 95,8 FM – należy do sieci lokalnych rozgłośni radiowych „ESKA2”. Radio na antenie prezentuje wyłącznie polską muzykę. Rozpoczęło nadawanie jako radio SuperNova Biała Podlaska (byłe Radio Wawa).
- Radio Lublin 93,1 FM – lubelska rozgłośnia regionalna należąca do Polskiego Radia.
- Katolickie Radio Podlasie 101,7 FM – podlaska regionalna stacja radiowa o charakterze religijnym nadająca z Siedlec.

W 2008 roku KRRiT ogłosiła konkurs na częstotliwość 99,2 MHz w Białej Podlaskiej. Miała zostać tu uruchomiona lokalna stacja radiowa dla mieszkańców Białej Podlaskiej i okolic. O częstotliwość ubiegały się takie stacje jak: Radio ESKA, RMF Maxx, Radio Złote Przeboje swoją stację chciało też uruchomić Słowo Podlasia i „Radio Biper”. Ostatecznie koncesję przydzielono Białoruskiemu Radiu Racja z Białegostoku, które swój program adresuje do ludności białoruskiej. Stacja ruszyła jesienią 2009. Mieszkańcy Białej Podlaskiej, a także osoby z samorządu protestowały przeciwko udzieleniu koncesji białoruskiej stacji, nie wpłynęło to jednak na decyzję KRRiT.

### Prasa
- Dziennik Wschodni, oddział w Białej Podlaskiej (nakład 26 000)
- Słowo Podlasia, Grupa Wydawnicza „Słowo” Sp. z o.o. (nakład 27 500)
- Tygodnik Podlaski Wydawca: Apella (nakład 30 000)
- Wspólnota Bialska (nakład nieznany)
- Kurier Bialski (pojawiające się w okresach przedwyborczych bezpłatne czasopismo)
- Affish – bezpłatny dwutygodnik ogłoszeniowy (nakład 30 000)
- Ogłoszeniowa
- Życie Bialskie

### Internet
- bialskieforum.pl – Bialski Portal Informacyjny
- bp24.pl – codzienne informacje z miasta i okolic
- slowopodlasia.pl – najstarszy istniejący portal informacyjny powiązany z tygodnikiem Słowo Podlasia
- tygodnikpodlaski.pl – podlaski portal informacyjny powiązany z tygodnikiem Tygodnik Podlaski
- radiobiper.info – powiatowy i miejski portal informacyjny
- podlasie24.pl – podlaski portal informacyjny powiązany z Katolickim Radiem Podlasie
- bialapodlaska.pl – internetowy serwis Urzędu Miasta Biała Podlaska
- dziennikwschodni.pl – lubelski serwis informacyjny
- bialapodlaska.naszemiasto.pl – część dużego portalu naszemiasto.pl zawierająca informacje z miasta
- ogloszeniabiala.pl – internetowy serwis ogłoszeniowy Białej Podlaskiej i okolic
- pulsmiasta.tv – wiadomości z miasta i regionu
- biala.podlaska.pl – katalog firm z Białej Podlaskiej, ogłoszenia lokalne
- interwizja.edu.pl – informacje z miasta i regionu
- podlasiesiedzieje.pl – serwis informacyjny poświęcony szczególnie kulturze, edukacji i sportowi
- biala-info.pl – serwis informacyjny

## Filmy realizowane w Białej Podlaskiej
- Smoleńsk – reż. Antoni Krauze; premiera 2016
- To nie koniec świata (serial telewizyjny) – reż. Łukasz Jaworski; od 8 września 2013 do 29 maja 2014 na antenie telewizji Polsat

## Edukacja
W Białej Podlaskiej działa 11 przedszkoli samorządowych (w tym jedno integracyjne), 9 szkół podstawowych (w tym jedna z oddziałami integracyjnymi i jedna niepubliczna), 8 gimnazjów (w tym jedno katolickie, jedno integracyjne i jedno specjalne).

### Szkoły podstawowe
- Szkoła Podstawowa nr 1 im. ks. Stanisława Brzóski
- Szkoła Podstawowa nr 2 im. Bohaterskich Lotników Podlasia
- Szkoła Podstawowa nr 3 im. Marii Konopnickiej
- Szkoła Podstawowa nr 4 im. Kornela Makuszyńskiego
- Szkoła Podstawowa nr 5 im. Jana Kochanowskiego
- Szkoła Podstawowa nr 6 im. Adama Mickiewicza
- Społeczna Szkoła Podstawowa im. Henryka Sienkiewicza
- Szkoła Podstawowa nr 9 im. Świętej Jadwigi Królowej
- Społeczna Szkoła Podstawowa o Profilu Katolickim
- Szkoła Podstawowa Specjalna
- Niepubliczna Szkoła Podstawowa im.Janusza Korczaka

### Gimnazja(nieistniejące)
- Publiczne Gimnazjum nr 1 im. Komisji Edukacji Narodowej
- Publiczne Gimnazjum nr 2 im. Mikołaja Kopernika
- Publiczne Gimnazjum nr 3 im. Emilii Plater
- Publiczne Gimnazjum nr 4 im. Marszałka Józefa Piłsudskiego
- Publiczne Gimnazjum nr 5 im. Adama Mickiewicza
- Publiczne Gimnazjum nr 6 im. Jana Pawła II
- Katolickie Gimnazjum im. Cypriana Kamila Norwida
- Gimnazjum Rzemieślnicze
- Gimnazjum Specjalne

### Szkoły ponadpodstawowe

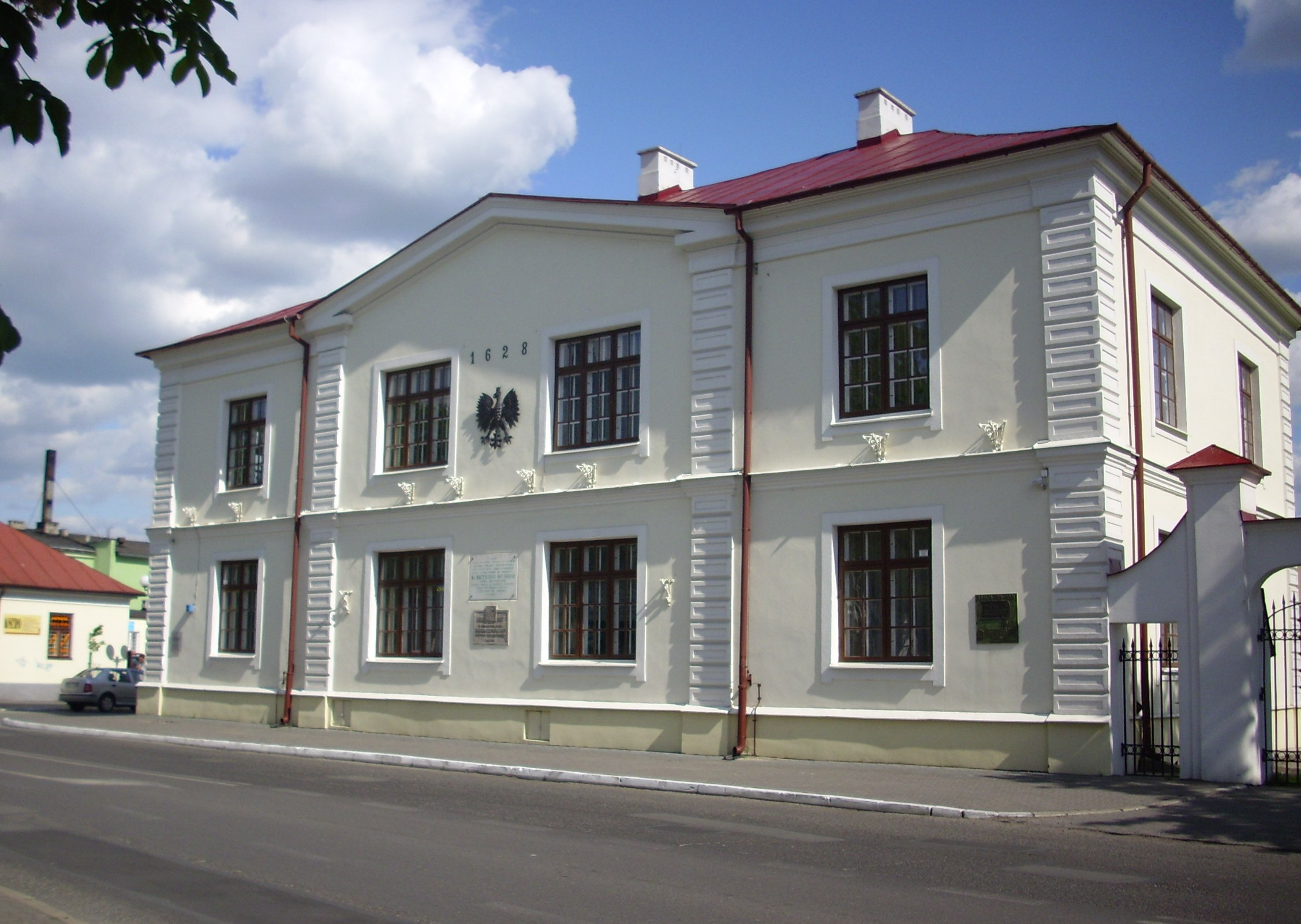
I Liceum Ogólnokształcące im. Józefa Ignacego Kraszewskiego (dawna Akademia Bialska) w Zespole Szkół Ogólnokształcących

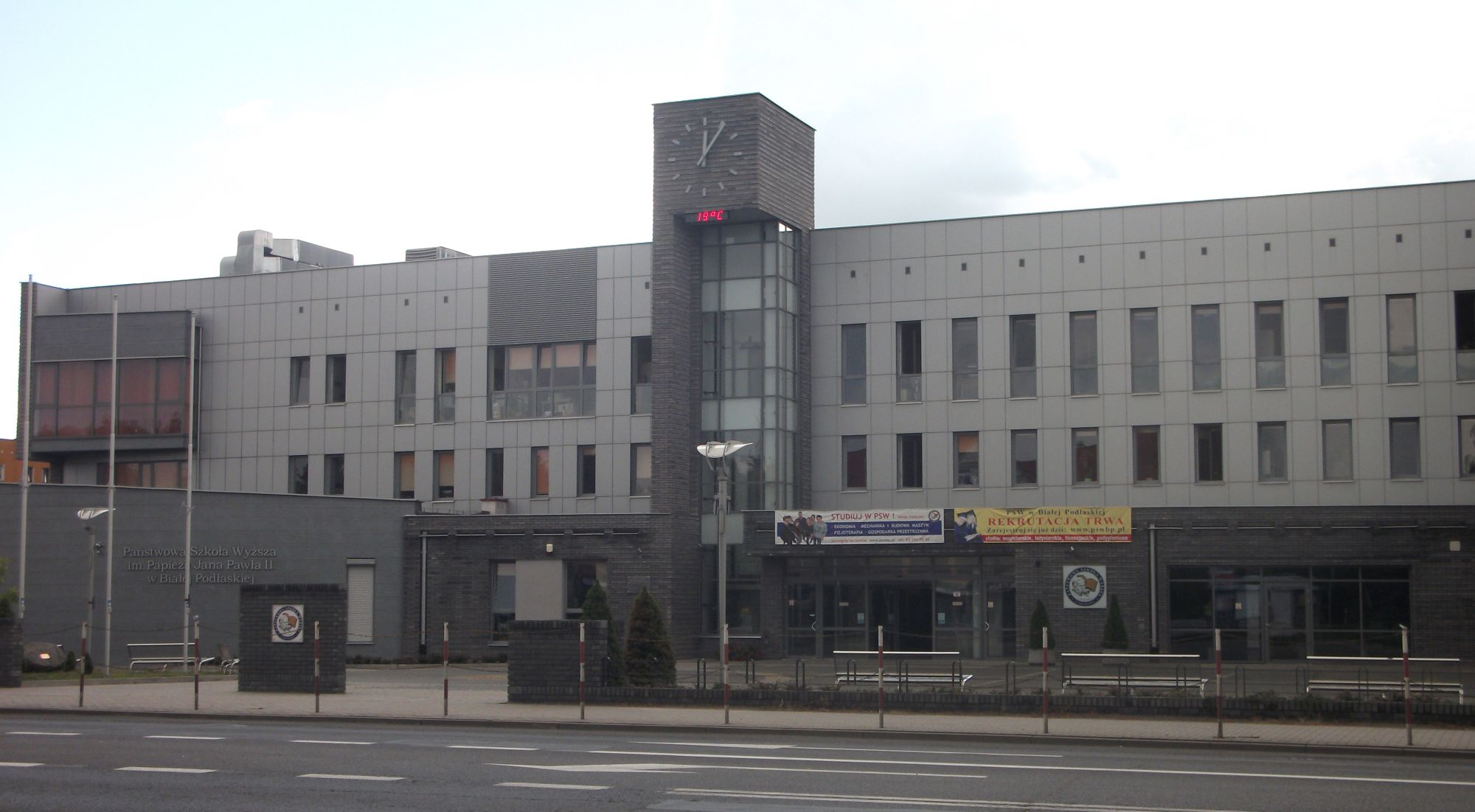
Państwowa Szkoła Wyższa im. Papieża Jana Pawła II

- I Liceum Ogólnokształcące im. Józefa Ignacego Kraszewskiego w Zespole Szkół Ogólnokształcących[39]
- II Liceum Ogólnokształcące im. Emilii Plater w Zespole Szkół Ogólnokształcących nr 3
- III Liceum Ogólnokształcące im. Adama Mickiewicza w Zespole Szkół Ogólnokształcących nr 2 (nieistniejące)
- IV Liceum Ogólnokształcące im. Stanisława Staszica
- Akademickie Liceum Ogólnokształcące Państwowej Szkoły Wyższej im. Papieża Jana Pawła II
- Katolickie Liceum Ogólnokształcące im. Cypriana Kamila Norwida
- Zespół Szkół Zawodowych nr 1 im. Komisji Edukacji Narodowej, obejmujący:
  - Technikum Nr 1
  - Branżowa Szkoła I Stopnia nr 1
- Zespół Szkół Zawodowych nr 2 im. Franciszka Żwirki i Stanisława Wigury, obejmujący:
  - Technikum nr 2
  - Branżowa Szkoła I Stopnia nr 2
  - Szkoła Policealna
- Branżowa Szkoła I Stopnia nr 3 im. Krzysztofa Kamila Baczyńskiego
- Branżowa Szkoła Rzemieślnicza I Stopnia
- Rzemieślnicze Technikum z Oddziałami Integracyjnymi
- III Liceum Ogólnokształcącego dla Dorosłych w Zespole Szkół Zawodowych nr 1 im. Komisji Edukacji Narodowej w Białej Podlaskiej (w likwidacji)[40]

### Szkoły policealne
- Medyczne Studium Zawodowe im. Danuty Siedzikówny ps. „Inka”

### Szkoły wyższe
- Akademia Wychowania Fizycznego Józefa Piłsudskiego w Warszawie, Wydział Wychowania Fizycznego i Zdrowia w Białej Podlaskiej[41]
- Akademia Bialska im. Jana Pawła II
- Kolegium Licencjackie Uniwersytetu Marii Curie-Skłodowskiej w Białej Podlaskiej (nieistniejące)
- Zamiejscowy Ośrodek Dydaktyczny Uniwersytetu Radomskiego im. Kazimierza Pułaskiego, Wydział Transportu i Elektrotechniki

### Szkoły artystyczne
- Zespół Szkół Muzycznych I i II stopnia im. Fryderyka Chopina

## Administracja

### Urzędy i instytucje

#### Urzędy
- Urząd Miasta Biała Podlaska
- Urząd Gminy Biała Podlaska
- Starostwo Powiatowe
- Powiatowy Urząd Pracy
- Urząd Skarbowy
- Urząd Kontroli Skarbowej
- Urząd Stanu Cywilnego
- Izba Celna
- Urząd Celny
- Delegatura Lubelskiego Urzędu Wojewódzkiego
- Filia Urzędu Marszałkowskiego Województwa Lubelskiego
- Filia Wojewódzkiego Urzędu Pracy
- Oddział Urzędu Statystycznego
- Filia Głównego Inspektoratu Transportu Drogowego
- Konsulat Republiki Białoruś w Białej Podlaskiej

#### Bezpieczeństwo i sądy
- Sąd Rejonowy
- Komornik Sądu Rejonowego
- Prokuratura Rejonowa
- Komenda Miejska Policji
- Komenda Miejska Państwowej Straży Pożarnej
- Placówka Straży Granicznej
- Straż Miejska
- Zakład Karny

### Podział administracyjny

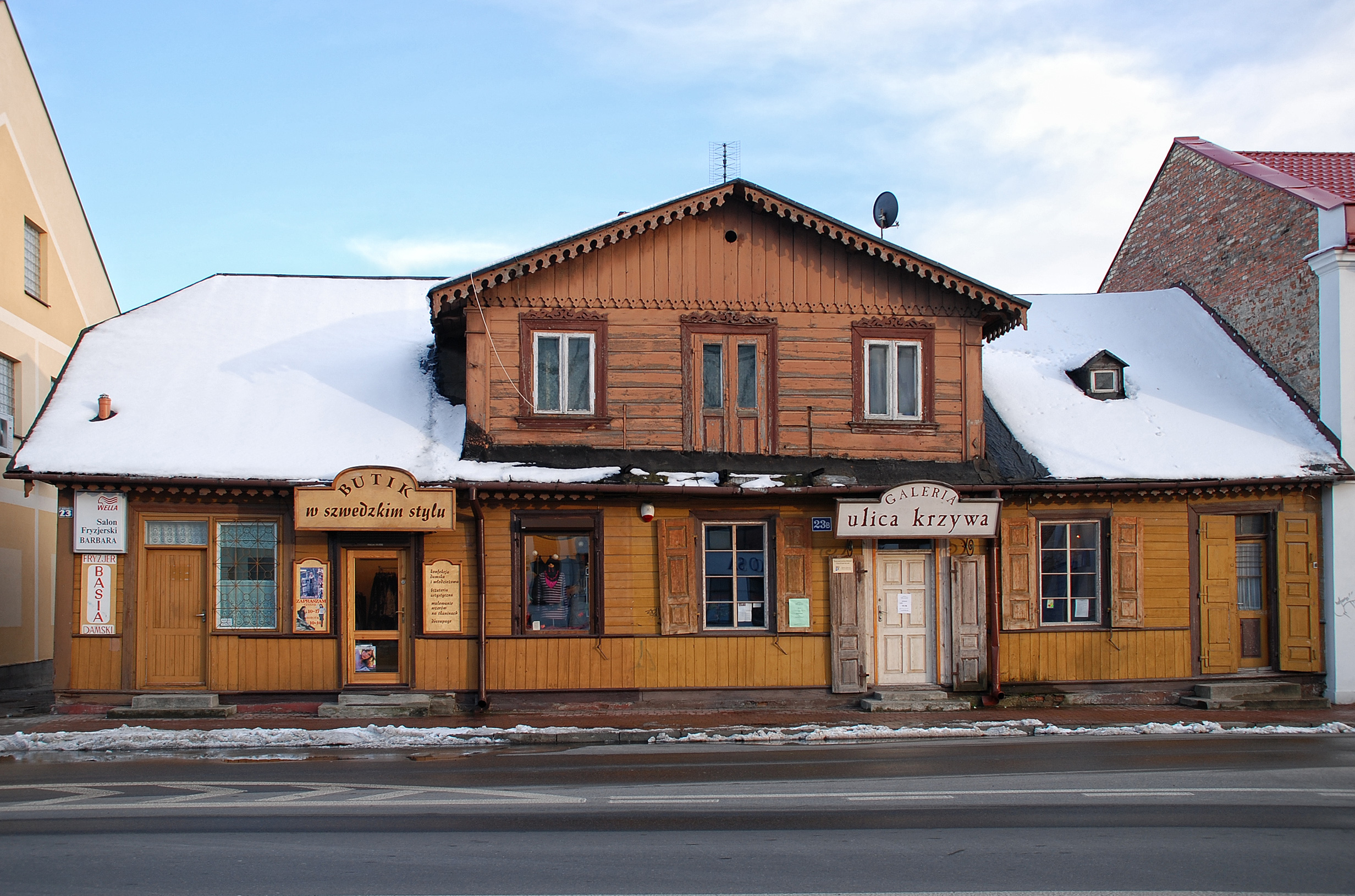
Drewniana zabudowa w centrum miasta

#### Dzielnice

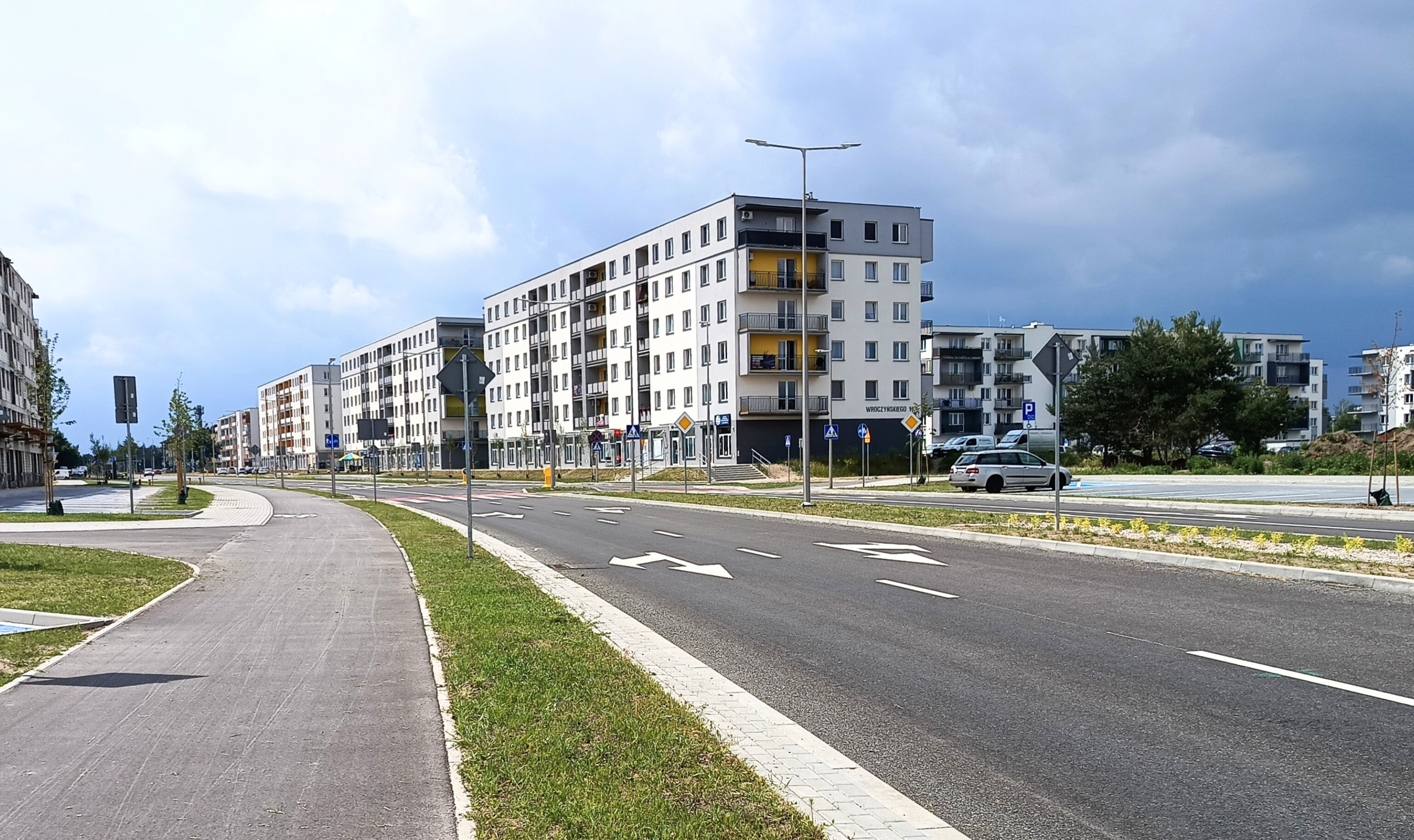
Osiedle Bloków przy ul.Armii Krajowej

- Białka
- Błonie
- Kołychawa
- Łuski
- Pieńki
- Serbinów
- Sielczyk
- Sidorki
- Śródmieście
- Wola

#### Osiedla

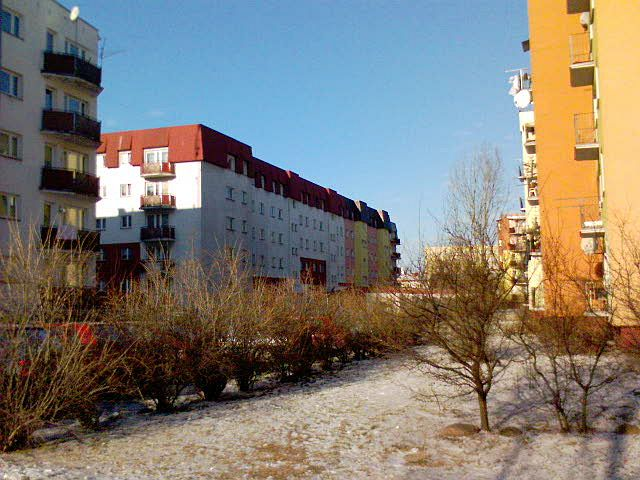
Bloki przy ul. Terebelskiej

- Bagonica (ul. Terebelska, za obwodnicą)
- Kolonia Francuska (ul. Francuska i poboczne, tylko za obwodnicą)
- os. Tysiąclecia (bloki BSM „Zgoda”)
- os. Biawena (bloki w pobliżu PSW i stacji kolejowej Biała Podlaska Wschodnia)
- os. Centrum (tylko bloki BSM „Zgoda”)
- os. Francuskie (między ul. Polną a ul. Żeromskiego, od Al. JP II do ul. Podmiejskiej i ul. Madler)
- os. Grzybowa (między ulicami: Lubelską, Graniczną, Jodłową, Świerkową i Sokulską)
- os. Jagiellońskie (bloki BSM „Zgoda”, zalicza się do tego też tereny między szpitalem a obwodnicą do Janowskiej)
- os. Kopernika (N-S: od ul. Warszawskiej do ul. Akademickiej, E-W: od ul. Artyleryjskiej po rubieże, na zachód od ul. Pokoju; zarówno bloki BSM „Zgoda”, jak i niska zabudowa, z AWF-em)
- os. Kosynierów (E-W: od ul. Polnej do ul. Północnej, N-S: od ul. Brzeskiej po rubieże, na wysokość ul. Madler)
- Osiedle Młodych (bloki BSM „Zgoda”, WAM, ZGL)
- os. Na Skarpie (szeregowce, bloki oraz niska zabudowa między ul. Łukaszyńską a skarpą nad Krzną)
- os. Parkowe (bloki BSM „Zgoda” w pobliżu parku „Zofilas”)
- os. Podmiejskie (bloki w pobliżu ulic Podmiejskiej, Janowskiej i obwodnicy)
- os. Piastowskie (bloki BSM „Zgoda”, pomiędzy ulicami Warszawską, Spółdzielczą i Artyleryjską)
- os. Pieńki (na zachód od ulic Jodłowej i Świerkowej)
- os. Rataja (zwarto zabudowane szeregowce, N-S: od ul. Podmiejskiej do obwodnicy, W-E: od ul. Żeromskiego po wschodnią krawędź zabudowy)
- os. Sitnickie (niska zabudowa pomiędzy ulicami Sworską, Glinki, Królowej Jadwigi, Radziwiłłowską a obwodnicą)
- os. Glinki (niska zabudowa pomiędzy ulicami Sworską, Glinki, Akademicką a obwodnicą)
- os. Sławacińskie (niska zabudowa pomiędzy ul. Warszawską, Parkiem Radziwiłłowskim, doliną Krzny do granicy miasta ze Starym Sławacinkiem)
- os. Słoneczne Wzgórze (zwarta zabudowa osiedla domków jednorodzinnych, pomiędzy linią kolejową, ul. Daleką, doliną Krzny do granicy miasta z Porosiukami)
- os. Wola (bloki, zwłaszcza kolejowe, oraz niska zabudowa, N-S: od ul. Sidorskiej do linii kolejowej, E-W: od Al. J.P. II do ul. Łomaskiej)
- os. Za Torami (zwarta zabudowa osiedla domków jednorodzinnych, pomiędzy linią kolejową, ul. Lubelską, ul. Żwirki i Wigury i terenami d. JW 5058)
- os. Żwirki i Wigury (bardziej rozproszona niska zabudowa, pomiędzy ulicami Graniczną, Lubelską, Żwirki i Wigury i terenami d. JW 5058)

## Struktura Urzędu Miasta

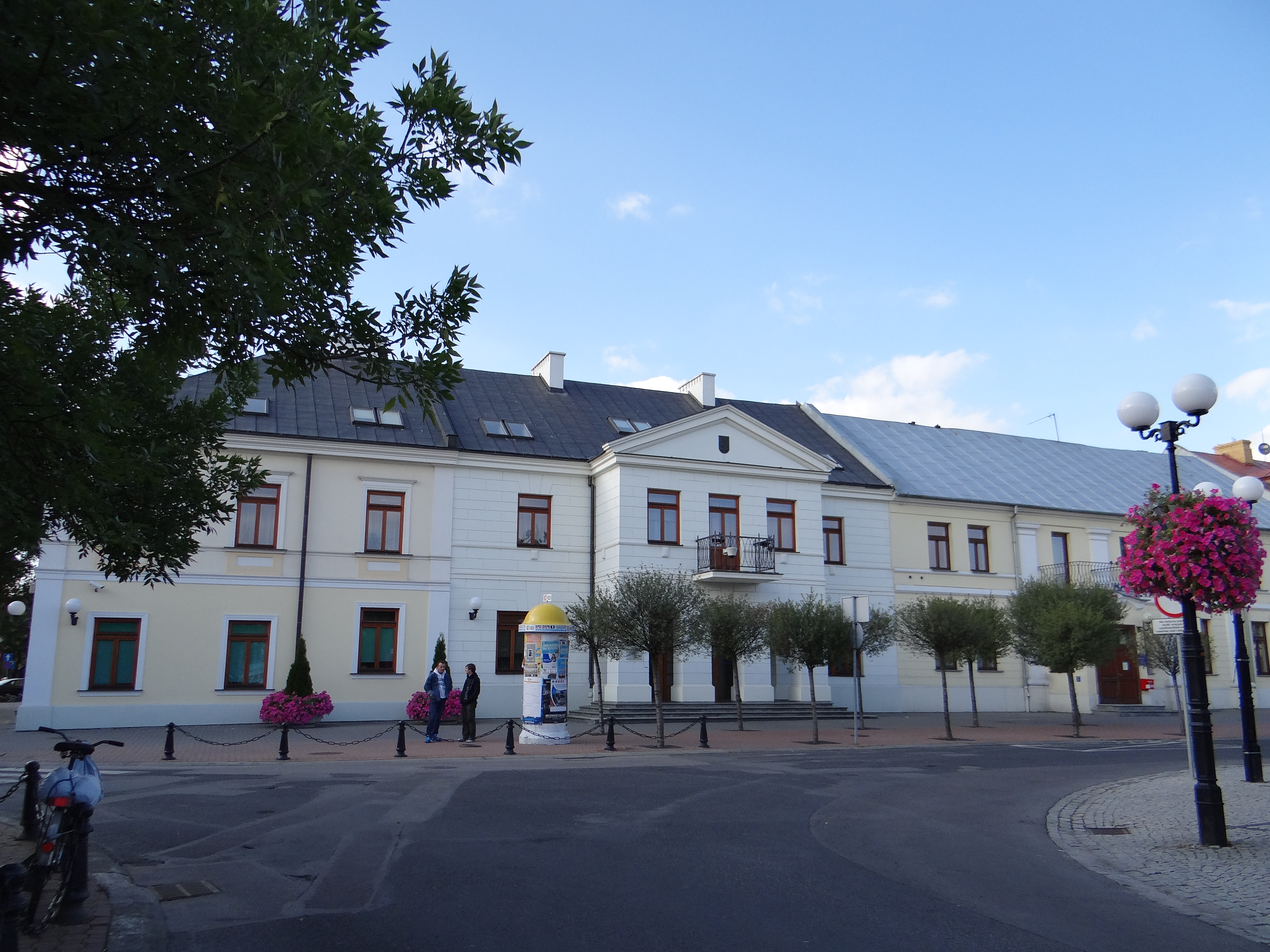
Urząd Miasta w Białej Podlaskiej

Prezydent miasta
- Michał Litwiniuk

I zastępca prezydenta
- Justyna Gorczyca

II zastępca prezydenta

## Rada miasta
| Ugrupowanie                           | 2002-2006  | 2006-2010 | 2010-2014 | 2014-2018 | 2018-2023 | 2024-2026 |
| ------------------------------------- | ---------- | --------- | --------- | --------- | --------- | --------- |
| Liga Polskich Rodzin                  | 4          | –         | –         | –         | –         | –         |
| Samoobrona                            | 1          | –         | –         | –         | –         | –         |
| Sojusz Lewicy Demokratycznej          | 7 (SLD-UP) | 3 (LiD)   | 5         | 2         | –         | –         |
| Polskie Stronnictwo Ludowe            | 2          | 2         | 1         | 1         | –         | –         |
| Nasz Samorząd „Miasto Bez Podziałów”  | 2          | –         | –         | –         | –         | –         |
| Wspólnota Samorządowa – Centroprawica | 4          | –         | –         | –         | –         | –         |
| Akcja Samorządowa                     | 3          | 4         | 4         | –         | –         | –         |
| Prawo i Sprawiedliwość                | –          | 6         | 7         | 10        | 11        | 9         |
| Platforma Obywatelska                 | –          | 4         | 5         | 5         | 9 (KO)    | 12 (KO)   |
| Nasze Miasto Wspólne Dobro            | –          | 4         | 1         | –         | –         | –         |
| AS-Nasze Miasto Wspólne Dobro         | –          | –         | –         | 5         | –         | –         |
| Biała Samorządowa                     | –          | –         | –         | –         | 3         | –         |
| Bezpartyjny Samorząd                  | –          | –         | –         | –         | –         | 2         |

## Bezpieczeństwo

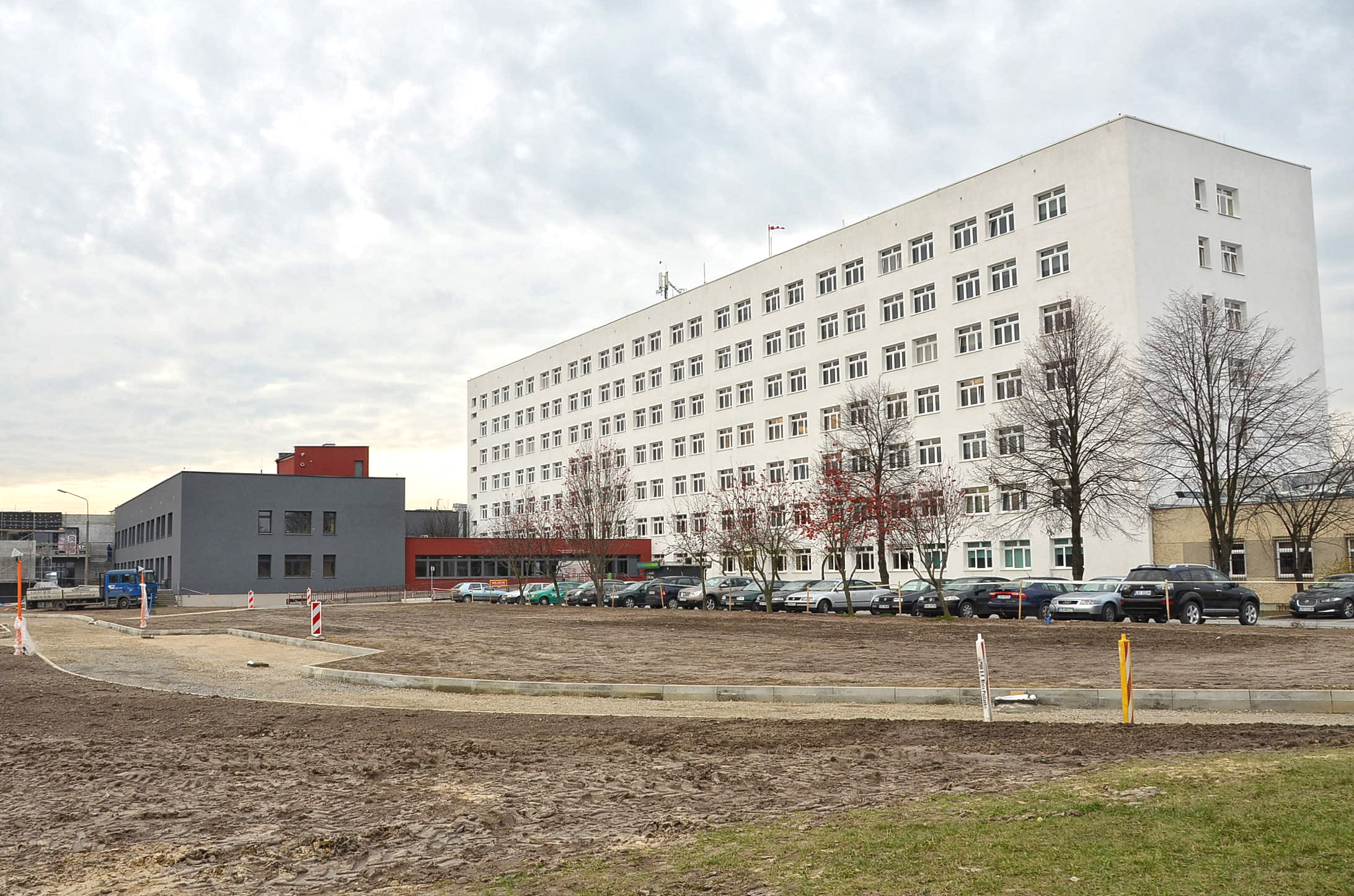
Wojewódzki Szpital Specjalistyczny w Białej Podlaskiej (w trakcie rozbudowy)

### Monitoring
Na terenie Białej Podlaskiej działa miejski system monitoringu. Obecnie jest to 10 kamer zlokalizowanych w śródmieściu. System ten będzie rozbudowywany, za jego obsługę odpowiada Straż Miejska.

### Ochrona zdrowia
Na terenie miasta działa Wojewódzki Szpital Specjalistyczny oraz 10 przychodni podstawowej opieki zdrowotnej. Poza tym na terenie miasta działa ambulatorium MSWiA, prywatne przychodnie oraz 26 aptek.

### Służby mundurowe

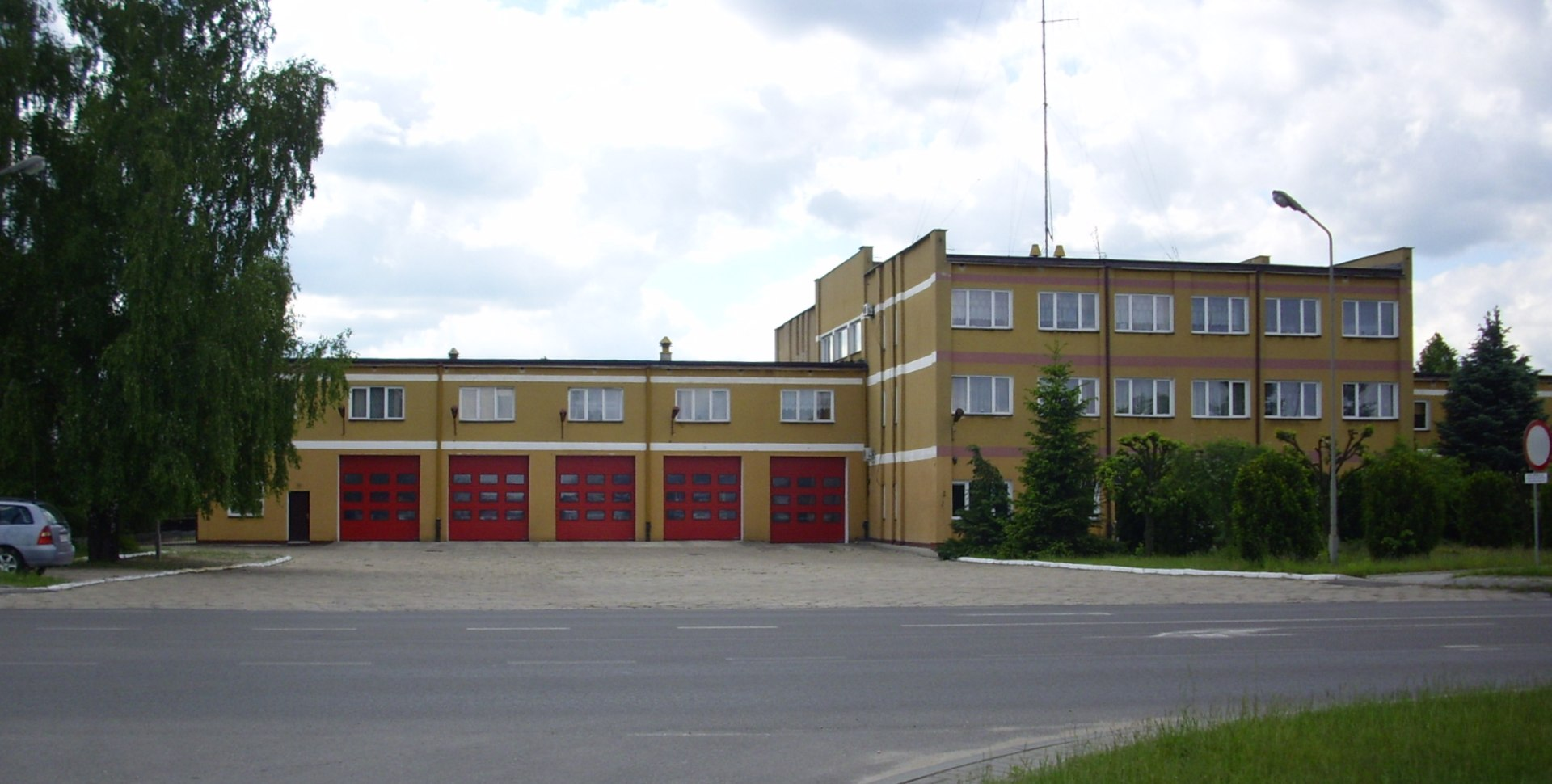
Komenda Miejska Państwowej Straży Pożarnej (przed remontem)

Na terenie miasta znajduje się Komenda Miejska Policji, z siedzibą przy placu Wojska Polskiego 23. Miasto posiada także swoją straż miejską. Od 1898 przy ul. Prostej 33 w centrum miasta funkcjonuje Zakład Karny, w którym aktualnie pracuje ponad 100 funkcjonariuszy Służby Więziennej.
Za bezpieczeństwo pożarowe odpowiada Komenda Miejska Państwowej Straży Pożarnej znajdująca się przy ul. Sidorskiej 93.
Przy ul. Dokudowskiej 19 znajduje się Placówka Straży Granicznej, a w niej Strzeżony Ośrodek dla Cudzoziemców prowadzony przez Nadbużański Oddział Straży Granicznej.
Przy ul. Celników Polskich 21 znajduje się Izba Celna w Białej Podlaskiej. Obszar działania Izby Celnej to teren województwa lubelskiego oraz najdłuższy odcinek lądowej granicy Unii Europejskiej. Pod Izbę Celną w Białej Podlaskiej podlegają trzy Urzędy Celne w Białej Podlaskiej, Lublinie i Zamościu. Jest to jedna z największych Izb Celnych w Polsce (zatrudnia ok. 1800 funkcjonariuszy).

## Odbiór stacji RTV

### Nadajniki znajdujące się w Białej Podlaskiej
Biała posiada trzy stacje nadawcze, z których prowadzone są emisje radiowe i telewizyjne:
- RTON Biała Podlaska przy ulicy Warszawskiej[49]
- RON Biała Podlaska przy al. Solidarności[50]
- TON Biała Podlaska – nadajnik znajdujący się na budynku Wojewódzkiego Szpitala Specjalistycznego[51]

### Inne nadajniki obsługujące miasto
Najważniejszym nadajnikiem obsługującym miasto Biała Podlaska jest RTCN Łosice w Chotyczach znajdujące się ok. 30 kilometrów od miasta. Siła i jakość sygnału w mieście są bardzo dobre. Obiekt można obserwować z północnej części miasta.

## Wspólnoty wyznaniowe

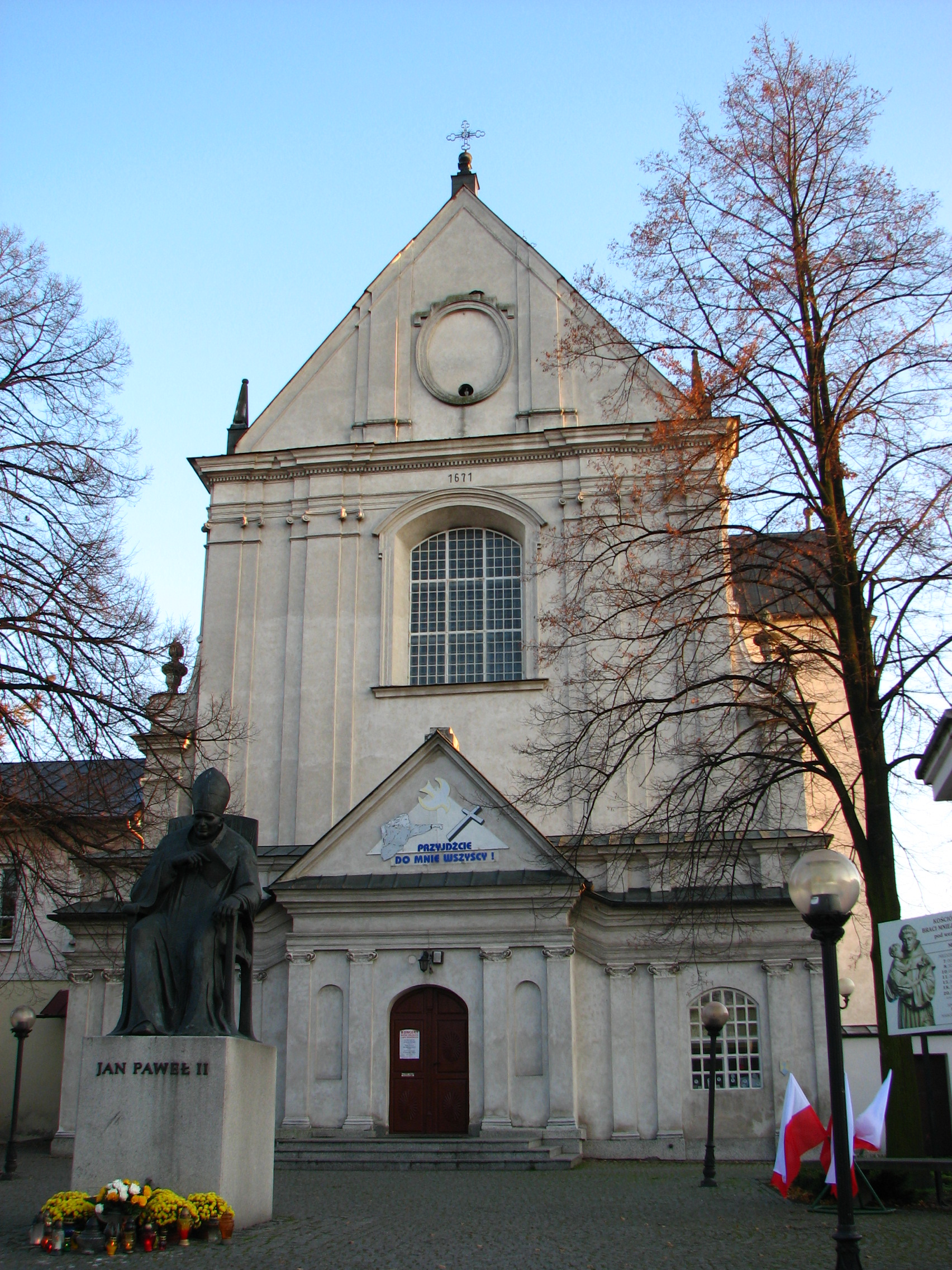
Kościół rektoralny pw. św. Antoniego

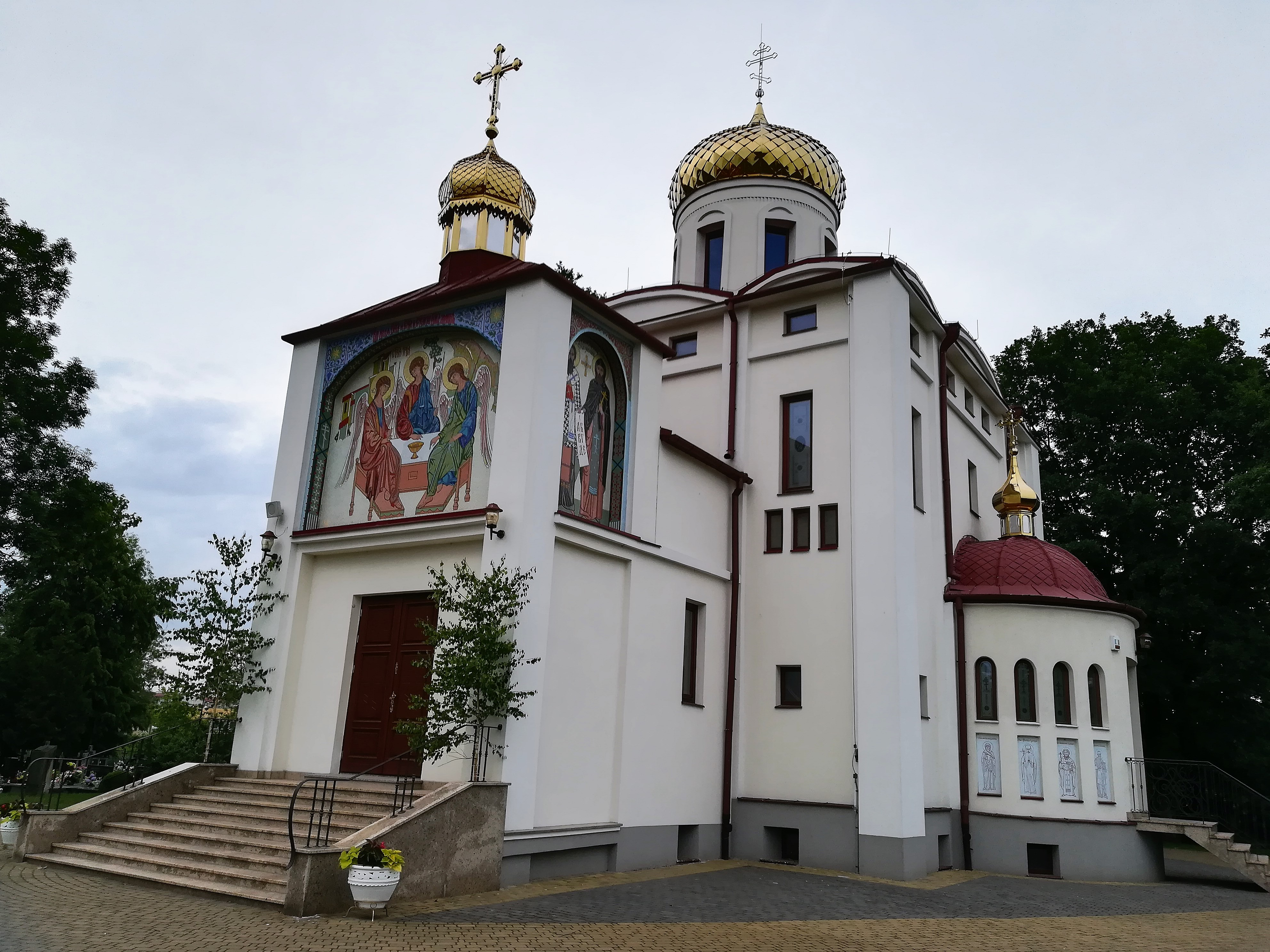
Cerkiew prawosławna pw. Świętych Cyryla i Metodego przy ul. Terebelskiej 19

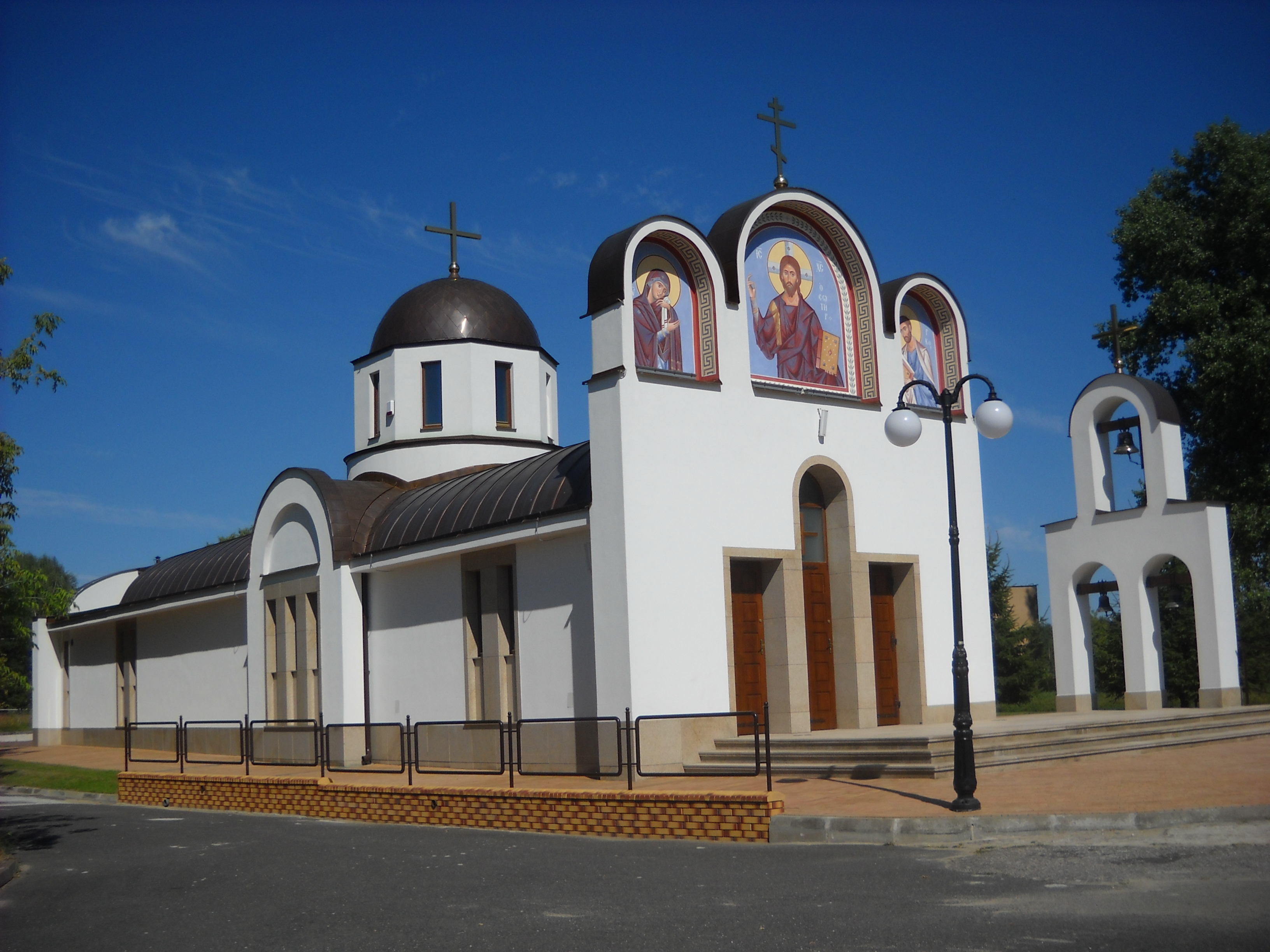
Prawosławna cerkiew garnizonowa i cywilna św. Marka

### Katolicyzm
- Kościół rzymskokatolicki
  - dekanat Biała Podlaska – Północ:
    - parafia św. Anny (kościół św. Anny)[53]
    - parafia bł. Honorata Koźmińskiego (kościół bł. Honorata Koźmińskiego)[54]
    - parafia św. Michała Archanioła[55]
    - parafia Narodzenia NMP (kościół Narodzenia NMP, kościół św. Antoniego)[56]

  - dekanat Biała Podlaska – Południe:
    - parafia Wniebowzięcia NMP[57]
    - parafia Chrystusa Miłosiernego[58]

  - Dekanat Sił Powietrznych Ordynariatu Polowego Wojska Polskiego:
    - parafia wojskowa św. Kazimierza Królewicza[59][60]

### Prawosławie
- Polski Autokefaliczny Kościół Prawosławny
  - Dekanat Biała Podlaska diecezji lubelsko-chełmskiej:
    - parafia Świętych Cyryla i Metodego (cerkiew Świętych Cyryla i Metodego)[61]
    - parafia św. Męczennika Serafina (Ostroumowa) (cerkiew św. Marka)[61]

  - Prawosławny Ordynariat Wojska Polskiego:
    - parafia św. Marka (cerkiew św. Marka)[62]

### Protestantyzm
- Kościół Chrystusowy w RP
  - Kościół Chrystusowy „Zbawienie w Jezusie”[63]
- Kościół Chrześcijan Baptystów w RP
  - placówka misyjna w Białej Podlaskiej[64]

### Restoracjonizm
- Świadkowie Jehowy
  - zbór Biała Podlaska–Południe (w tym grupa rosyjskojęzyczna)[65]
  - zbór Biała Podlaska–Północ (Sala Królestwa ul. Narutowicza 99)[65].

## Sport i rekreacja
Ze względu na znajdujący się w mieście Zamiejscowy Wydział Wychowania Fizycznego sport odgrywa ważną rolę w życiu miasta.

### Sekcje i kluby
- AZS-AWF Biała Podlaska – piłka ręczna, koszykówka, lekkoatletyka, gimnastyka, pływanie, siatkówka, podnoszenie ciężarów
- MKS PODLASIE Biała Podlaska – piłka nożna mężczyzn
- AZS PSW Biała Podlaska – piłka nożna kobiet, piłka ręczna mężczyzn
- Bialskopodlaski Klub Jeździecki – jeździectwo
- UKS TOP-54 – piłka nożna chłopców, piłka ręczna, korfball, cheerleaders, bilard
- UKS Piątka plus – piłka ręczna dziewczyn i chłopców, bilard
- UKS Jagiellończyk – piłka nożna, lekka atletyka, gimnastyka, siatkówka dziewcząt
- UKS Orlik-2 – koszykówka dziewcząt, piłka nożna chłopców
- UKS Serbinów (siatkówka mężczyzn)
- SKS Szóstka (siatkówka kobiet)
- UKS Olimpia – koszykówka, taekwon-do, piłka nożna
- UKS Kraszak – piłka ręczna chłopców, koszykówka
- UKS TATAMI – sekcja judo
- Międzyszkolny Klub Sportowy ŻAK – lekka atletyka, pływanie, akrobatyka sportowa, taekwon-do
- Klub Żeglarski Biała Podlaska – żeglarstwo śródlądowe i morskie, szkolenia na stopnie żeglarskie
- Bialski Klub Sportowy GEM – tenis ziemny
- Klub Sportowy Zakład Karny – siatkówka mężczyzn
- Bialski Klub Karate Kyokushin – sztuki walki (karate kyokushin i boks tajski)
- Klub Sportowy Wushu – sztuki walki
- WOPR Biała Podlaska
- Automobilklub bialskopodlaski
- Bialski Klub Rowerowy – turystyka rowerowa, organizacja wycieczek i imprez rowerowych
- Bialskie Stowarzyszenie Koszykówki „KADET” – koszykówka chłopców i dziewcząt
- Dziki Wschód Biala Podlaska – MMA
- Klub Sportowy Kontra Biała Podlaska – taniec dla dzieci, młodzieży i dorosłych

### Kluby nieistniejące
- Polonez Biała Podlaska – piłka nożna mężczyzn, powstały w 1986 roku i działał do 2003 roku
- Wola Biała Podlaska – piłka nożna mężczyzn

### Obiekty sportowe
Miasto dysponuje wyjątkowo rozwiniętą bazą sportową, m.in.:
- 4 stadionami sportowymi
- 2 basenami
- kortami tenisowymi
- lodowiskiem

Swoje obiekty udostępnia również bialskiej AWF i miejscowe szkoły.

### Rekreacja i wypoczynek
W mieście miejscami rekreacyjnymi i wypoczynkowymi są m.in.:
- zespół pałacowo-parkowy Radziwiłłów
- parki
- Plac Wolności znajdujący się w centrum miasta
- skwer między ul. Terebelską i ul. Władysława Jagiełły
- ścieżki rowerowe

## Ludzie związani z Białą Podlaską

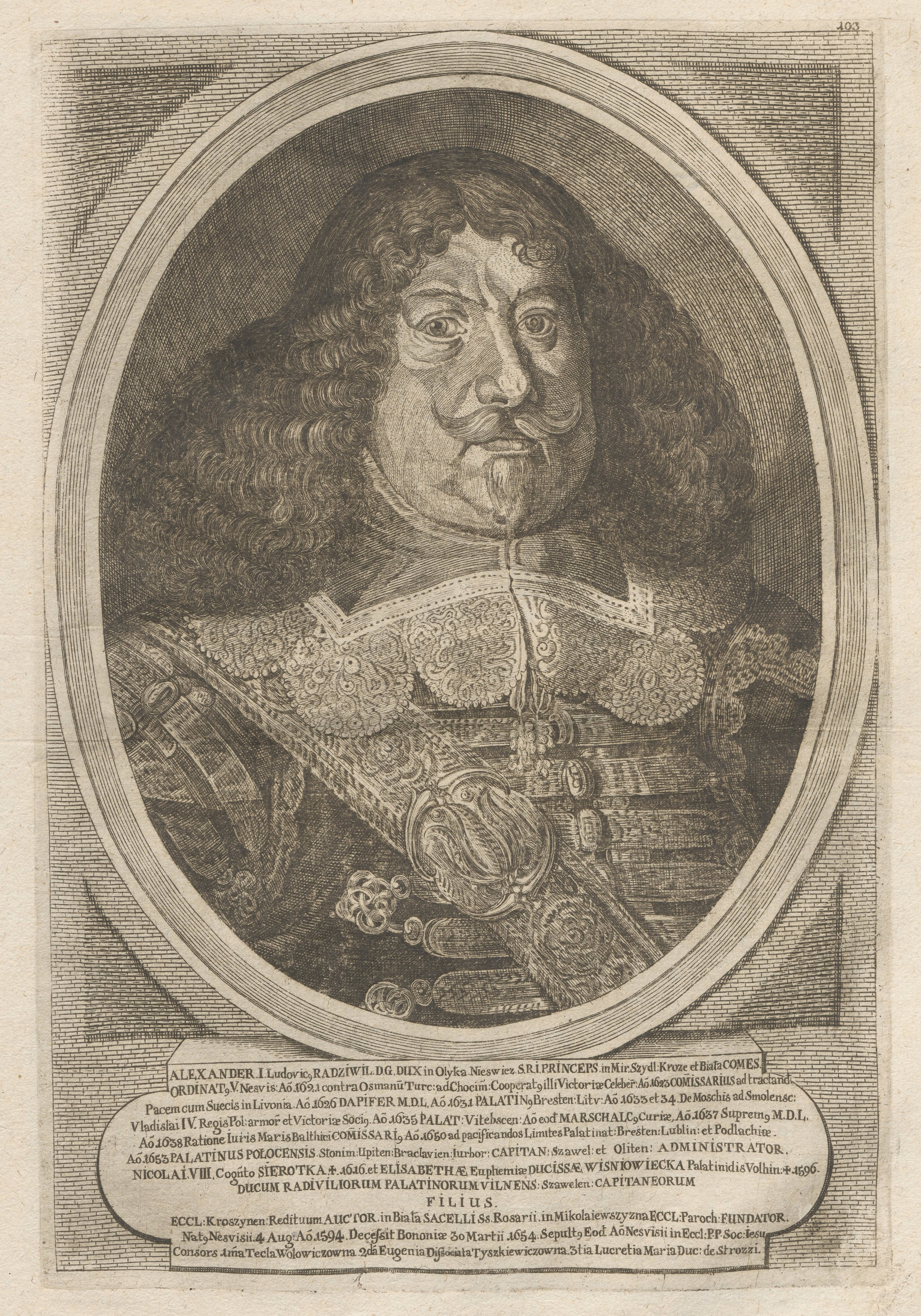
Aleksander Ludwik Radziwiłł

## Miasta partnerskie
| Miasto      | Państwo  | Data podpisania umowy |
| ----------- | -------- | --------------------- |
| Brześć      | Białoruś | 1991                  |
| Niort       | Francja  | 1999                  |
| Baranowicze | Białoruś | 2001                  |